# Collégiale Notre-Dame de Montataire
L'ancienne collégiale Notre-Dame est une église catholique située à Montataire, au cœur de l'agglomération de Creil, dans le département de l'Oise, en France. Elle est édifiée à la fin du XIIe siècle comme collégiale du seigneur de Montataire, et constitue à l'origine une dépendance du château. La nef et les bas-côtés subsistent de cette époque. Entre 1225 et 1230 environ, de nouveaux portails gothiques sont plaqués devant la façade et la troisième travée du bas-côté sud, et les deux bas-côtés sont voûtés d'ogives. Le voûtement de la nef est amorcé, mais est finalement ajourné et n'aboutira jamais. Entre 1250 et 1260, le chœur primitif est remplacé par un vaste chœur gothique rayonnant, qui peut être considéré comme l'une des principales réalisations de cette époque dans les environs, avec Agnetz et Chambly. Si le plan présente de nombreuses irrégularités et manque de symétrie, l'édifice séduit par son élégance, sa légèreté, sa luminosité, la qualité de la sculpture de ses chapiteaux et sa décoration soignée. La collégiale traverse les siècles sans subir de destructions sous les différentes guerres. Ce n'est apparemment pas le cas de l'ancienne église paroissiale Saint-Léonard, qui est abandonnée au profit de la collégiale, à une époque indéterminée. La Révolution française ne menace donc pas la pérennité de l'édifice, mais le chapitre de chanoines est supprimé à l'instar de toutes les autres collégiales. Du fait de la qualité exceptionnelle de l'architecture des parties orientales, l'église Notre-Dame est classée assez tôt au titre des monuments historiques par liste de 1862, vingt-deux ans après les premiers classements dans le département. Elle bénéficie de plusieurs campagnes de restauration. Du fait de sa situation excentrée, elle est néanmoins délaissée par sa paroisse Notre-Dame-des-deux-Rivières du Creillois-Sud, qui lui préfère l'église du Christ Ressuscité, inaugurée en 1962 en plein centre-ville. L'ancienne collégiale n'est aujourd'hui utilisée pour le culte qu'à de rares occasions.

## Localisation

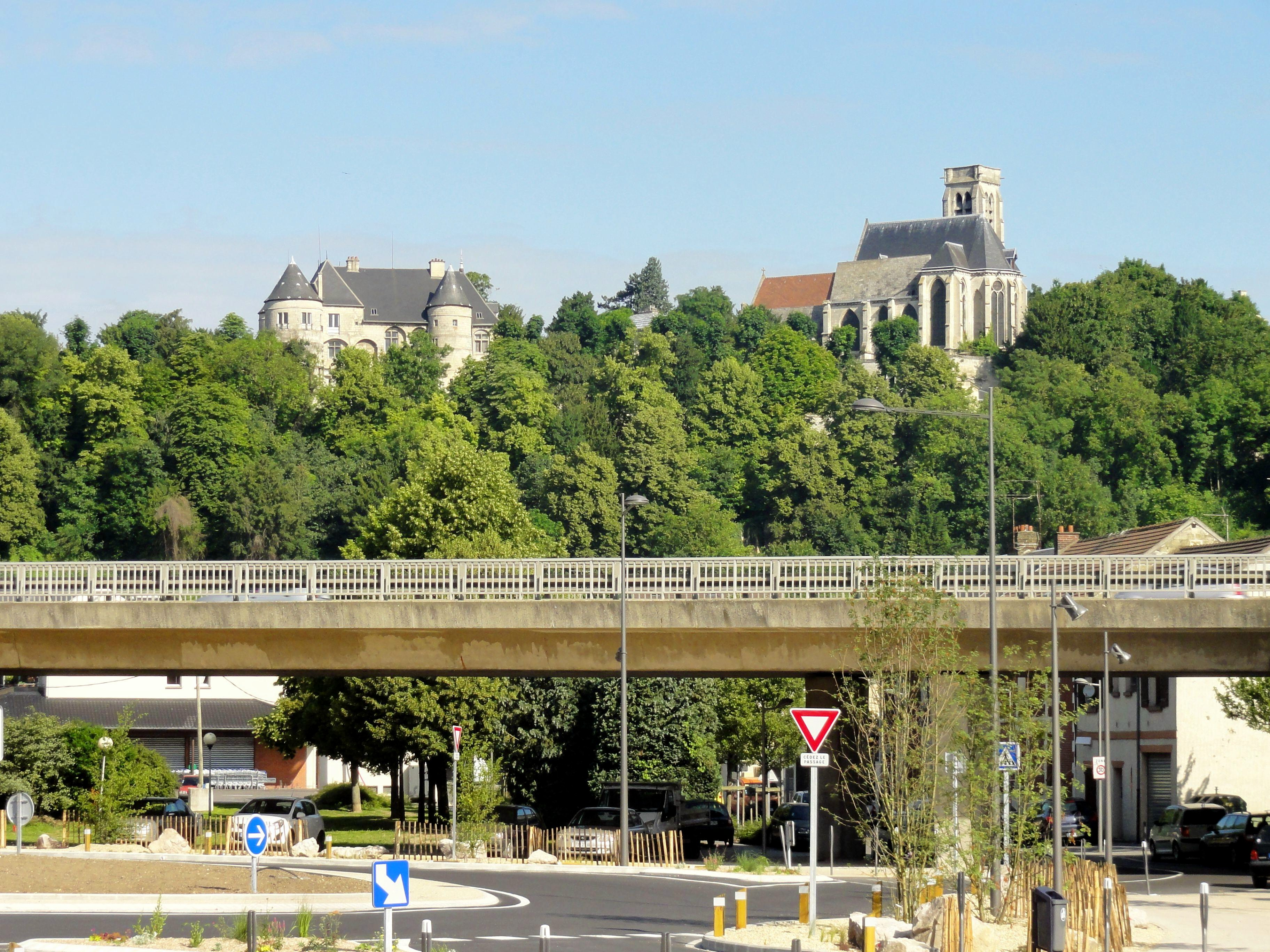
Château et collégiale, avec le pont du RD 200 au premier plan.

L'église est située dans le département français de l'Oise, sur la commune de Montataire, en dehors du centre-ville et près du cimetière, rue de l'Église. En tant qu'ancienne église collégiale, elle est associée au château dont elle dépendait, et qui se trouve immédiatement au sud. L'ensemble château et église est emblématique de la ville de Montataire, car ces deux monuments étant implantés au bord d'un plateau qui domine les cités ouvrières à l'est et tout le centre-ville de Creil, ils constituent des repères forts dans le paysage, visibles de loin. Depuis le centre-ville, la pittoresque rue de l'Église monte vers le sommet du plateau en passant près d'anciennes habitations troglodytiques, et comporte des sections en escaliers. Depuis l'est et le quartier de Gournay, c'est l'étroite rue du Panorama taillée dans la roche qui permet l'ascension sur la colline. Elle comporte également des escaliers. Depuis respectivement le nord-ouest et le nord-est, ce sont l'avenue Anatole-France et l'allée des Maronniers qui permettent d'accéder à l'église et au cimetière ; elles sont ouvertes à la circulation. Un grand parvis se situe devant la façade occidentale de l'église, se prolongeant vers l'ouest par une promenade qui offre une belle perspective du monument. L'élévation septentrionale est visible depuis le parvis, mais l'élévation méridionale ne donne que sur un étroit jardin délimité par l'enceinte du château, et elle n'est que mal visible depuis le domaine public. Quant au chevet qui est la partie visible depuis Creil et la vallée, il disparaît de la vue au fur et à mesure que l'on s'approche du monument, car bâti immédiatement en bordure du plateau.

## Historique

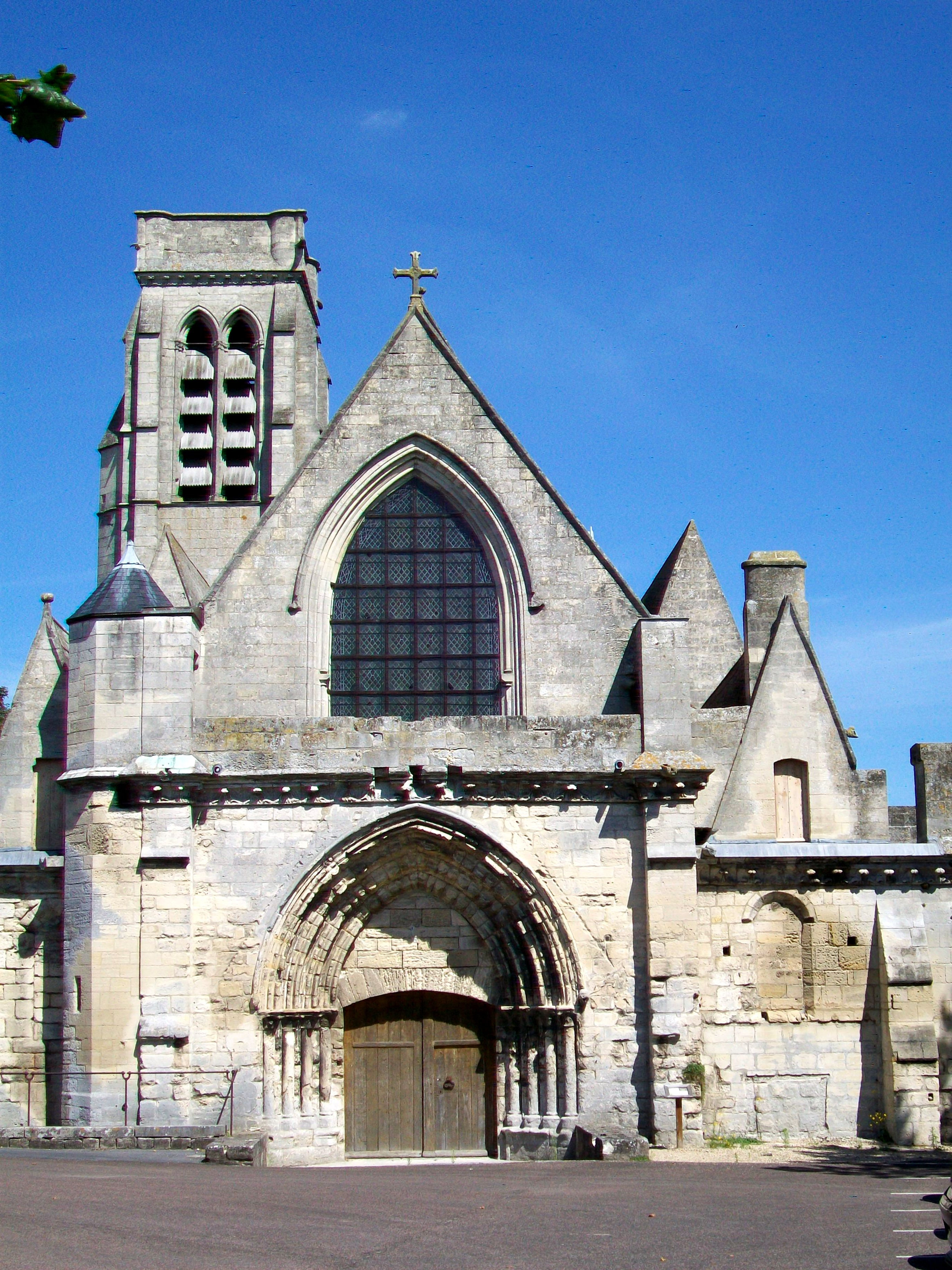
La façade occidentale date des années 1225-1230 mais comporte des murs romans du début du XIIe siècle.

Aucun document renseignant sur les origines de l'ancienne collégiale Notre-Dame n'est connu. Comme le château dont elle constituait un annexe, elle se situait sur un fief dépendant de la couronne, et confié aux comtes de Beaumont à la fin du XIIe siècle. La nef romane existe déjà à cette époque et peut être datée de la fin du XIIe siècle par son petit appareil et la taille et les doubles ébrasements des fenêtres bouchées. La reconstruction des bas-côtés peut être située vers 1220-1225, et la construction du chœur avec ses collatéraux entre 1250 et 1260 environ. Les trois vaisseaux de ce chœur sont pratiquement voûtés à la même hauteur, comme c'est le cas dans les parties orientales de l'église de Villers-Saint-Paul, qui sont d'une trentaine d'années plus anciennes et obéissent à un plan différent. Avec les trois vaisseaux de hauteur similaire, l'on se rapproche également du concept du chœur--halle répandu dans la vallée du Thérain et la moyenne vallée de l'Oise ainsi que dans tout le sud du département. Mais par différence avec ces chœurs-halle, le vaisseau central de Montataire se termine par une abside polygonale très prononcée, et les collatéraux sont nettement moins larges que le vaisseau central. Considérant l'ensemble des parties orientales, elles répondent à une conception jusque-là inconnue dans la région, mais plus courante dans le centre et le sud de la France (pour ne citer, à titre de comparaison, que le porche de la cathédrale de Dijon, la cathédrale de Poitiers, l'église Saint-Serge d'Angers, la collégiale de Candes-Saint-Martin et l'église de Billom),.
Un chapitre de quatre chanoines existait dans l'église, ce qui lui conférait sa qualité de collégiale. Le nombre de chanoines était directement fonction des prébendes assurées par des rentes sur des terres données au chapitre par le seigneur, ainsi que par d'autres revenus en nature ou en numéraire assurés également par des fondations consignées par acte notarié. Les chanoines était à la nomination de l'évêque de Beauvais. Pour sa part, le chapitre de Montataire possédait le patronage de la cure de Puiseux-le-Hauberger. Comme c'était fréquemment le cas dans les églises sous l'Ancien Régime, des chapelles desservies par des chapelains existaient dans la collégiale. Au nombre de trois, deux parmi eux étaient également nommés par l'évêque de Beauvais, et le troisième par l'abbé de Royaumont. La collégiale Notre-Dame n'était initialement pas église paroissiale de Montataire : Cette fonction incombait à l'église Saint-Léonard, auquel un prieuré dépendant de l'abbaye de Jumièges était rattaché. À une date que Louis Graves ne mentionne pas, l'église et les bâtiments du prieuré ont été vendus et démolis. En 1828, le cimetière se situe déjà à son emplacement actuel,.
L'on sait que c'est à Montataire que l'évêque de Beauvais Odet de Coligny, dit le cardinal de Châtillon, se maria en 1560 après sa conversion au Calvinisme, mais il n'est pas certain si ce mariage se fit dans l'église paroissiale ou dans l'église collégiale.

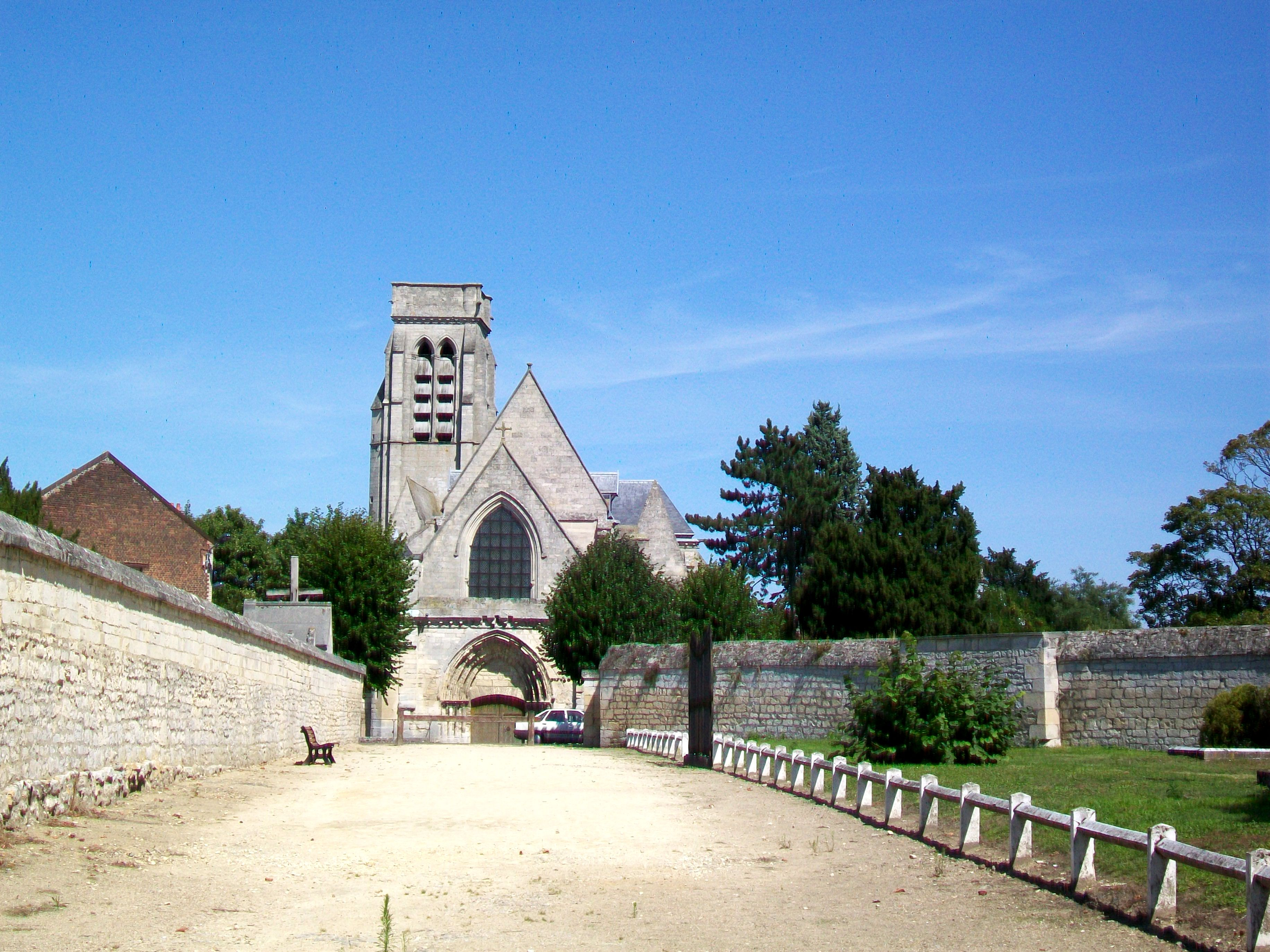
Approche par la rue de l'Église.

Au cours de son histoire, l'église ne connaît que des transformations mineures, et contrairement à la plupart des églises de la région, la guerre de Cent Ans ne conduit pas à sa ruine partielle et n'entraîne aucune reconstruction d'envergure à la fin du XVe siècle ou pendant la première moitié du XVIe siècle. C'est entre le XVIIe siècle et le XVIIIe siècle que la charpente en carène renversée de la nef et en grande partie renouvelée, voire complètement remplacée. À la même occasion, les piliers à la retombée orientale des grandes arcades de la nef sont rebâtis dans un style différent de celui d'origine. L'église est classée au titre des monuments historiques par liste de 1862. Sous la direction de l'architecte E. Duthoit, des travaux de restauration sont menées pour la première fois en 1874, puis entre 1878 et 1881 : Il s'agit de travaux de maçonnerie, la reprise en sous-œuvre des piliers de la tour et d'autres piliers de la nef et du chœur, et de la réfection des bases des colonnes. Entre 1886 et 1887, l'intérieur de l'église est nettoyé et libéré des couches de badigeons, et des rejointoiements sont effectués. Sous la direction de l'architecte Sainte-Anne Auguste Louzier, les couvertures et le lambris de la charpente de la nef sont réparés. Le mur septentrional, jusque-là partiellement enterré, est enfin dégagé et les contreforts restaurés. Enfin, c'est sous la direction de Charles Albert Potdevin que les voûtes des parties orientales sont restaurées en 1918. Charles Fassier fait démolir le porche défigurant le portail occidental en 1924, et fait réparer l'étage de beffroi du clocher. Les dernières restaurations d'envergure sont menées sous Jean-Pierre Paquet pendant les années 1940 et 1950, et portent sur le rejointoiement des murs du clocher, une nouvelle remise en état des couvertures y compris la consolidation des arcs qui soutiennent les toits en pierre des bas-côtés de la nef,.

## Description

### Aperçu général

Plan de l'église.

Orientée légèrement vers le sud-ouest du côté de la façade, l'église se compose d'une nef non voûtée de trois travées, accompagnée de deux bas-côtés ; d'un transept non débordant dont les croisillons sont voûtés à la même hauteur que les collatéraux du chœur ; d'un chœur de quatre travées dont la dernière correspond à l'abside à cinq pans ; d'un collatéral nord du chœur de deux travées ; d'une petite chapelle à l'angle entre le collatéral nord et la troisième travée du chœur ; et d'un collatéral sud du chœur de trois travées. Il est à noter que Bideault et Lautier ne considèrent pas le transept comme tel, car n'étant pas voûté à la même hauteur que le vaisseau central, mais Eugène Lefèvre-Pontalis parle bien d'un transept, choix qui est repris dans le présent article pour faciliter le repérage des différentes particularités de l'édifice. — Du fait des différences de hauteur au nord et au sud, et des différences dans la disposition des grandes arcades, le plan de l'église n'est pas symétrique. En effet, la seconde travée du collatéral nord qui sert en même temps de base de clocher est voûtée à la même hauteur que le vaisseau central, mais la grande arcade vers ce dernier est de même hauteur que celles des croisillons et des travées ordinaires des collatéraux. Ensuite, la chapelle du nord ne communique avec les deux travées adjacentes que par de petites arcades, et elle est voûtée plus basse que les croisillons et collatéraux. Au nord, la dernière travée du collatéral sud qui lui fait face est tout au contraire voûtée à la même hauteur que le vaisseau central, et par différence avec la base du clocher, aucune arcade ne sépare cette travée particulière du vaisseau central. Elle est considérée comme chapelle de la Vierge. Une sacristie a été ajoutée au nord du transept et de la première travée du collatéral nord. Depuis cette travée, l'on accède à la tourelle d'escalier du clocher, et depuis la première travée du bas-côté nord de la nef, une grille ferme la tourelle d'escalier de façade, qui quant à elle dessert les galeries des deux côtés du mur occidental et les combles des bas-côtés. Hormis la nef, toute l'église est voûtée d'ogives. L'édifice possède deux portails, l'un à l'ouest et l'autre dans la dernière travée du bas-côté sud de la nef. La nef et les bas-côtés possèdent des pignons séparés à l'ouest, et les toits en bâtière des bas-côtés sont en pierre, comme à Foulangues, Rousseloy et Saint-Vaast-lès-Mello. Les parties orientales sont également recouvertes par trois toits indépendants avec pignons vers l'ouest, dominant les toitures de la nef et des bas-côtés. Aucun pignon n'existe du côté du chevet, les chapelles d'extrémité étant recouvertes par des toits en pavillon, et l'abside par un toit à croupes. Quant au clocher, il se termine par une plate-forme, ce qui est une disposition très rare dans la région,.

### Intérieur

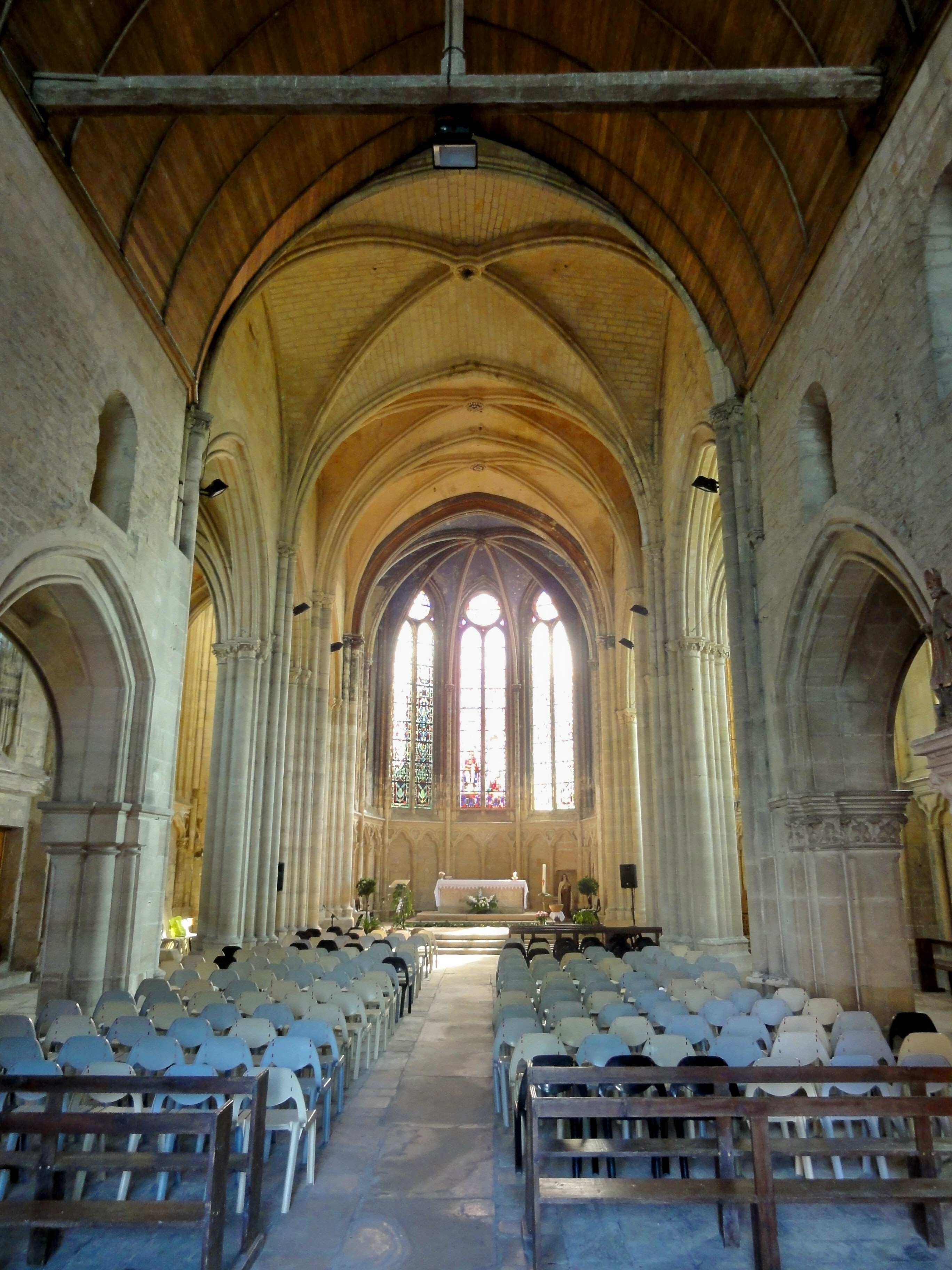
Vue générale intérieure.

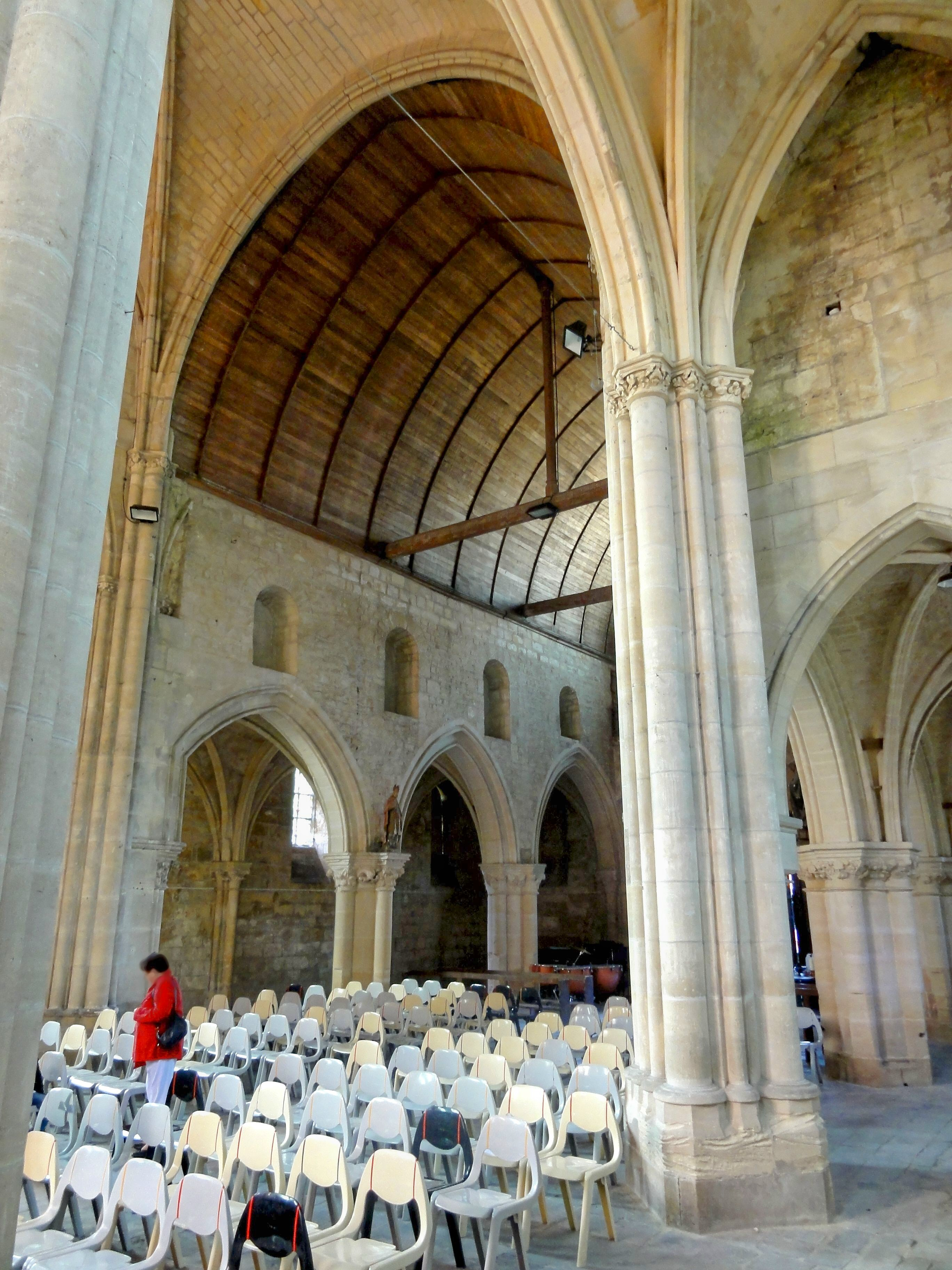
Vue dans la nef depuis la croisée.

#### Nef et bas-côtés
L'on descend plusieurs marches dans la nef, sans doute parce que le maître d'œuvre voulait lui assurer une assise solide sur une couche de calcaire suffisamment dure. La nef est recouverte par la charpente lambrissée déjà signalée. Au-dessus des grandes arcades, quatre fenêtres bouchées sont visibles de chaque côté. Leur obturation remonte au voûtement des bas-côtés et la reconstruction des grandes arcades pendant les années 1225-1230. La première et la quatrième fenêtre sont alignées approximativement sur les grandes arcades et sont en plein cintre ; la deuxième et la quatrième ne sont ni alignées sur les grandes arcades, ni sur les piliers, et du côté nord, elles sont en  cintre brisé. Au nombre de trois de chaque côté, les grandes arcades sont en tiers-point et soigneusement moulurées. Les arcs des dernières arcades sont incomplètes côté est, conséquence du remaniement du XVIe siècle ou après qui a entraîné l'édification de piles plus fortes du côté de la croisée du transept. Ici et au revers de la façade, les grandes arcades retombent sur des faisceaux d'une colonne et de deux colonnettes par l'intermédiaire des tailloirs des chapiteaux. Au revers de la façade, les chapiteaux sont des années 1225-1230 et décorés de crochets. Près de la pile nord-ouest de la croisée, leurs corbeilles n'ont pas été sculptées, et près de la pile sud-ouest de la croisée, elles sont décorées de feuillages et de crochets.
Mais ce sont les chapiteaux des quatre piliers isolés qui sont les plus remarquables, et leur sculpture est d'une grande vigueur. Les piliers sont à noyau cylindrique et cantonnées de quatre colonnettes, deux pour les grandes arcades, une pour les nervures des voûtes des bas-côtés et une pour recevoir les colonnettes des voûtes de la nef, jamais construites. Les tailloirs restés libres servent ainsi de supports à des statues. Chaque pilier ne comporte en fait qu'un tailloir unique commun aux quatre chapiteaux, et les chapiteaux eux-mêmes sont reliés entre eux grâce à une extension du décor au-delà des corbeilles. Cette disposition est rare et ne se rencontre dans la région qu'à Saint-Leu-d'Esserent et Cires-lès-Mello. Le deuxième pilier du sud présente un décor pouvant être qualifié d'exceptionnel. Il reste authentique sur trois côtés. Vers le nord-ouest, un petit dragon ressemblant quelque peu à une chèvre ressort entre les feuilles et crochets. Vers le sud-ouest, s'affrontent une chimère à tête de femme et un dragon à tête d'homme, tous les deux couronnés, et tenant avec leurs griffes la tige d'un fruit d'arum. C'est le motif le plus connu de l'église, probablement une allégorie d'Adam et Ève qui se retrouve dans plusieurs autres églises de la région. Vers le sud-est, l'on distingue une chimère évoquant un oiseau à quatre pattes et un oiseau, et vers le nord-est, un dragon à seulement deux pattes s'enroule autour de son propre corps,.
À partir du dernier quart du XIIe siècle, des nefs non voûtées ne sont plus projetéEs, et les tailloirs saillants prouvent bien que des voûtes devaient être construites : la nef est donc inachevée. Mais elle est inachevée sous un double égard, car au moment de la construction du transept, une reconstruction plus ambitieuse de la nef est envisagée. À l'ouest des colonnes qui supportent l'arcade occidentale de la croisée, des chapiteaux et des départs de voûtes sont effectivement visibles, établis à la même hauteur que les chapiteaux des parties orientales. Ce deuxième projet de reconstruction des années 1250-1260 aurait sans doute exigé la démolition complète de l'ancienne nef, y compris les grandes arcades édifiées seulement une trentaine d'années auparavant. — La nef n'est éclairée que par une vaste baie dans la façade occidentale, dépourvue de remplage, ainsi qu'indirectement par les bas-côtés et le chœur. En dessous de la fenêtre, une galerie de circulation ouverte relie les combles des deux bas-côtés. Elle est accessible par la tourelle d'escalier à gauche de la façade occidentale, via une porte grillagée dans le mur occidental du bas-côté nord. La galerie repose sur trois arcades aveugles en tiers-point, dont celle du centre est plus large et contient le portail occidental. Quant aux bas-côtés, leurs voûtes sont dépourvues de clés de voûte, et le profil des ogives est de deux tores séparés par un onglet. Les voûtes se superposent à la partie supérieure des fenêtres latérales en plein cintre, ce qui montre bien les deux campagnes de construction. Contre les murs, elles retombent sur des faisceaux de trois colonnettes.

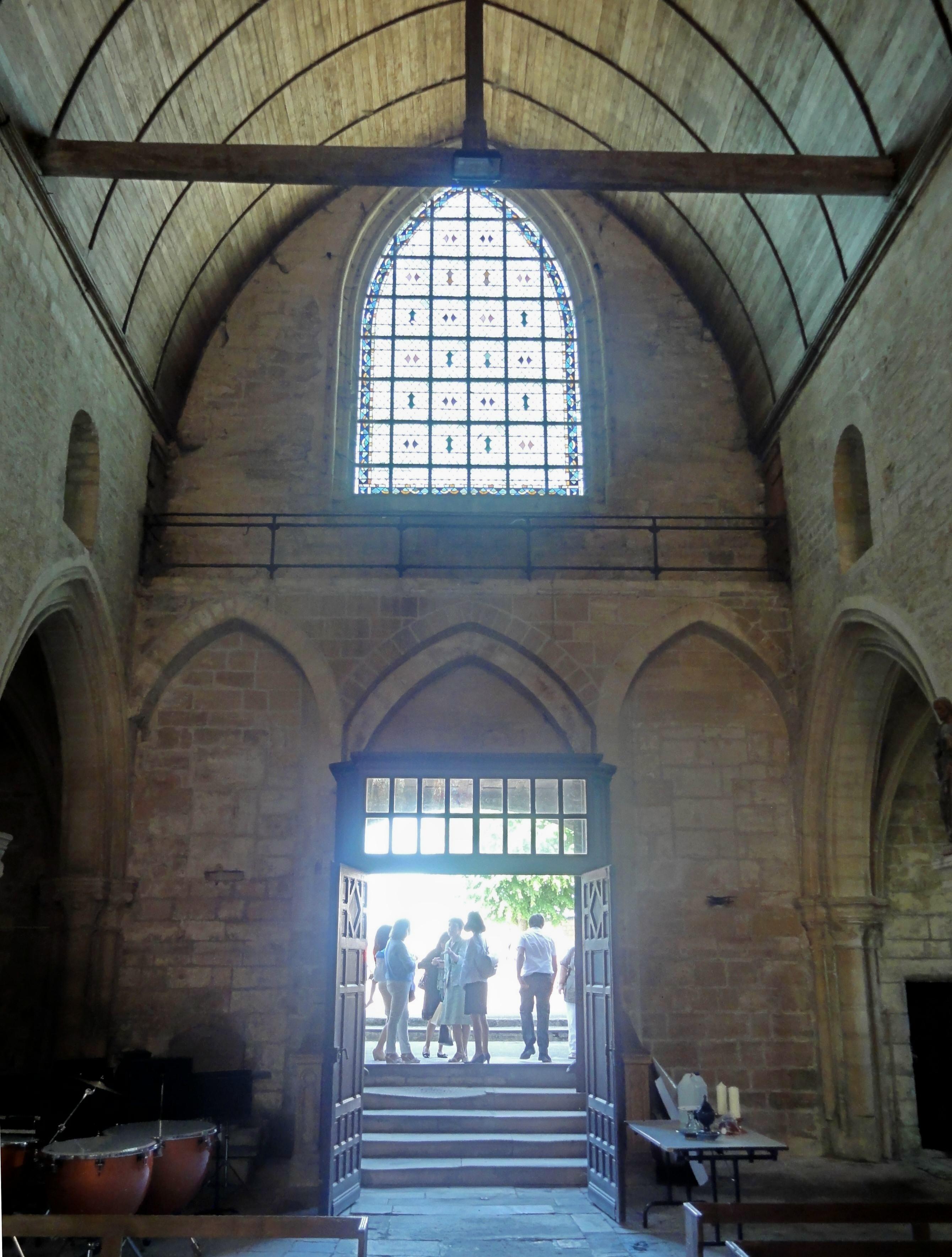
Revers de la façade occidentale.
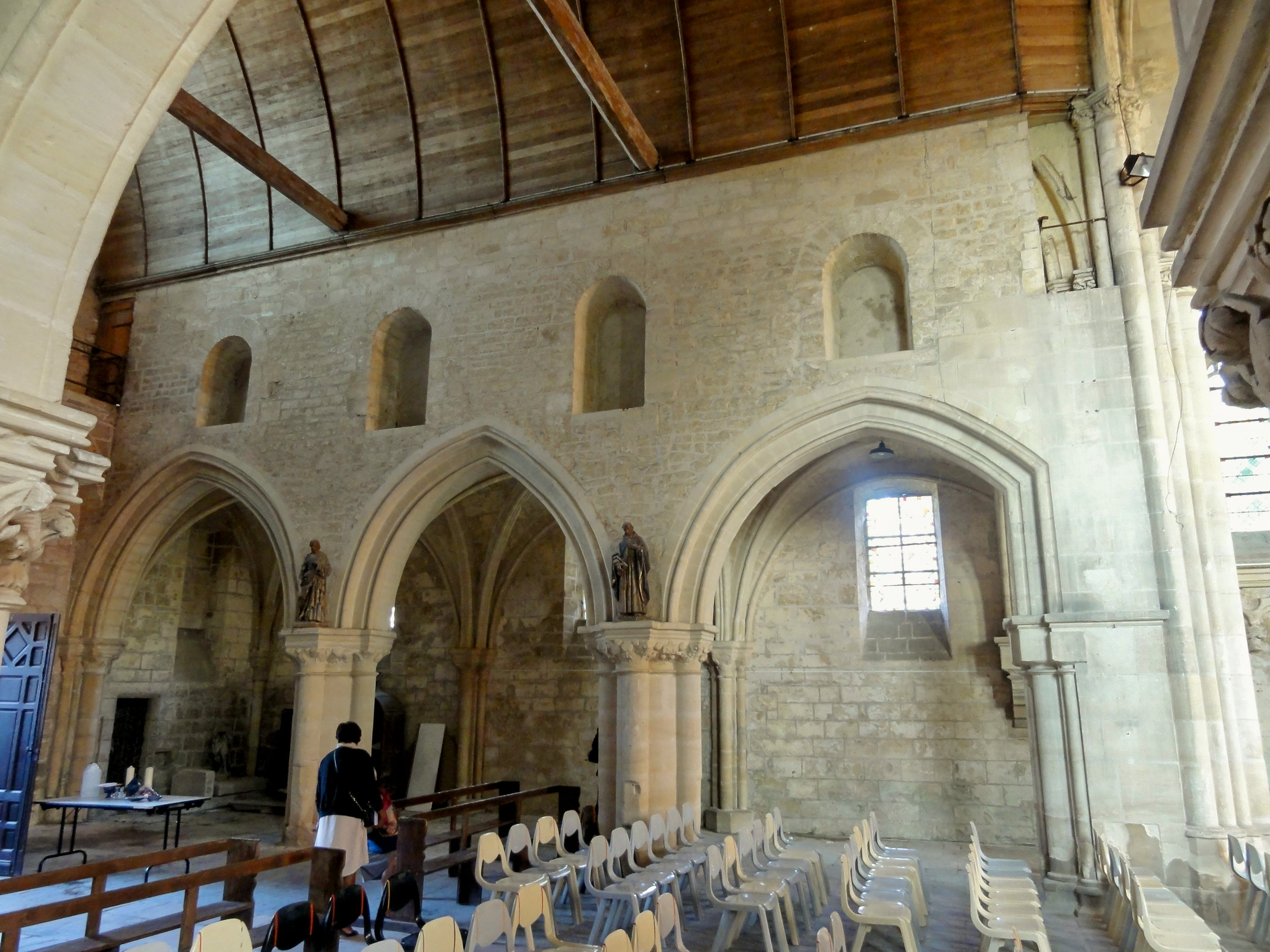
Élévation nord de la nef.
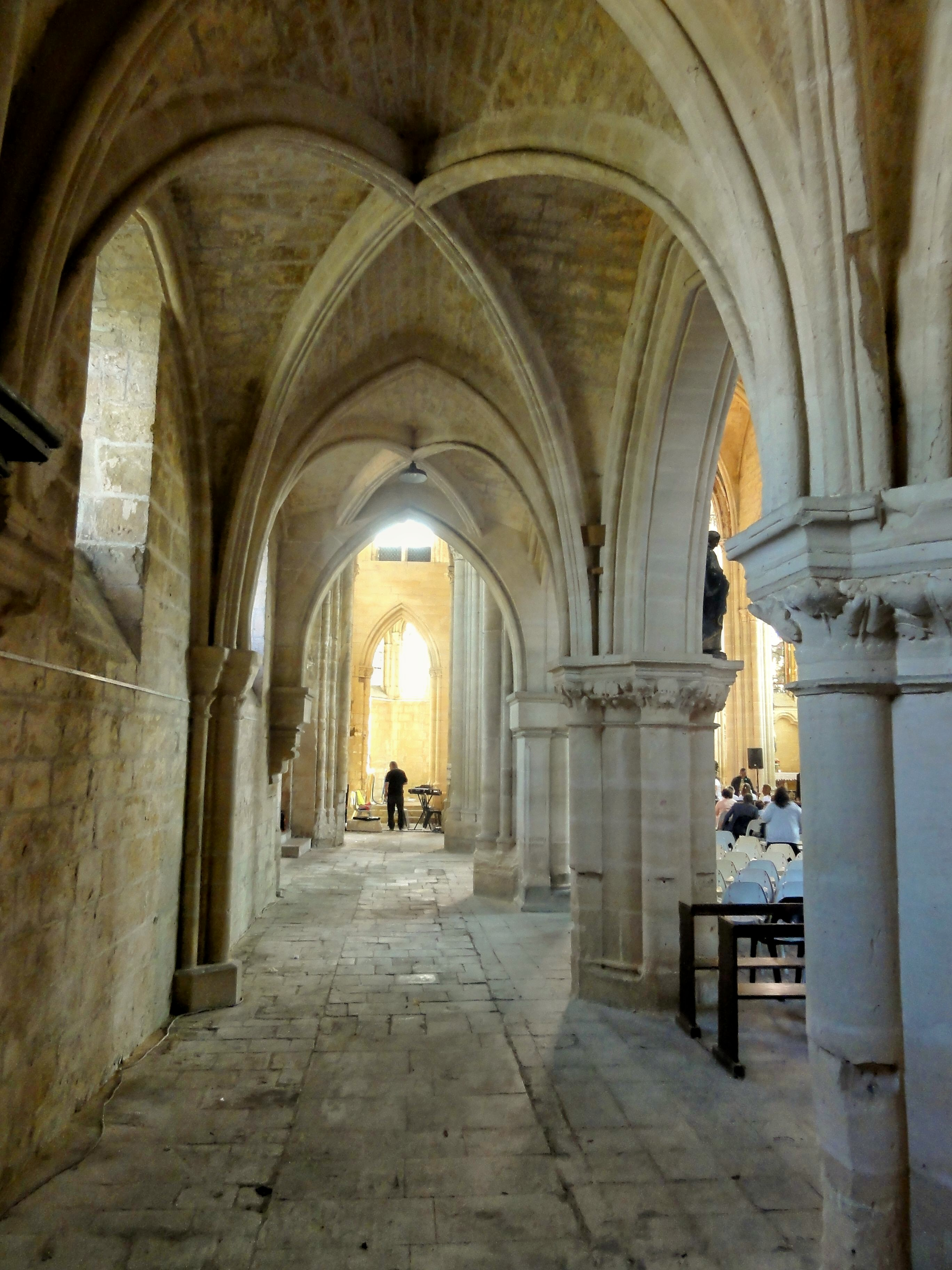
Bas-côté nord, vue vers l'est.
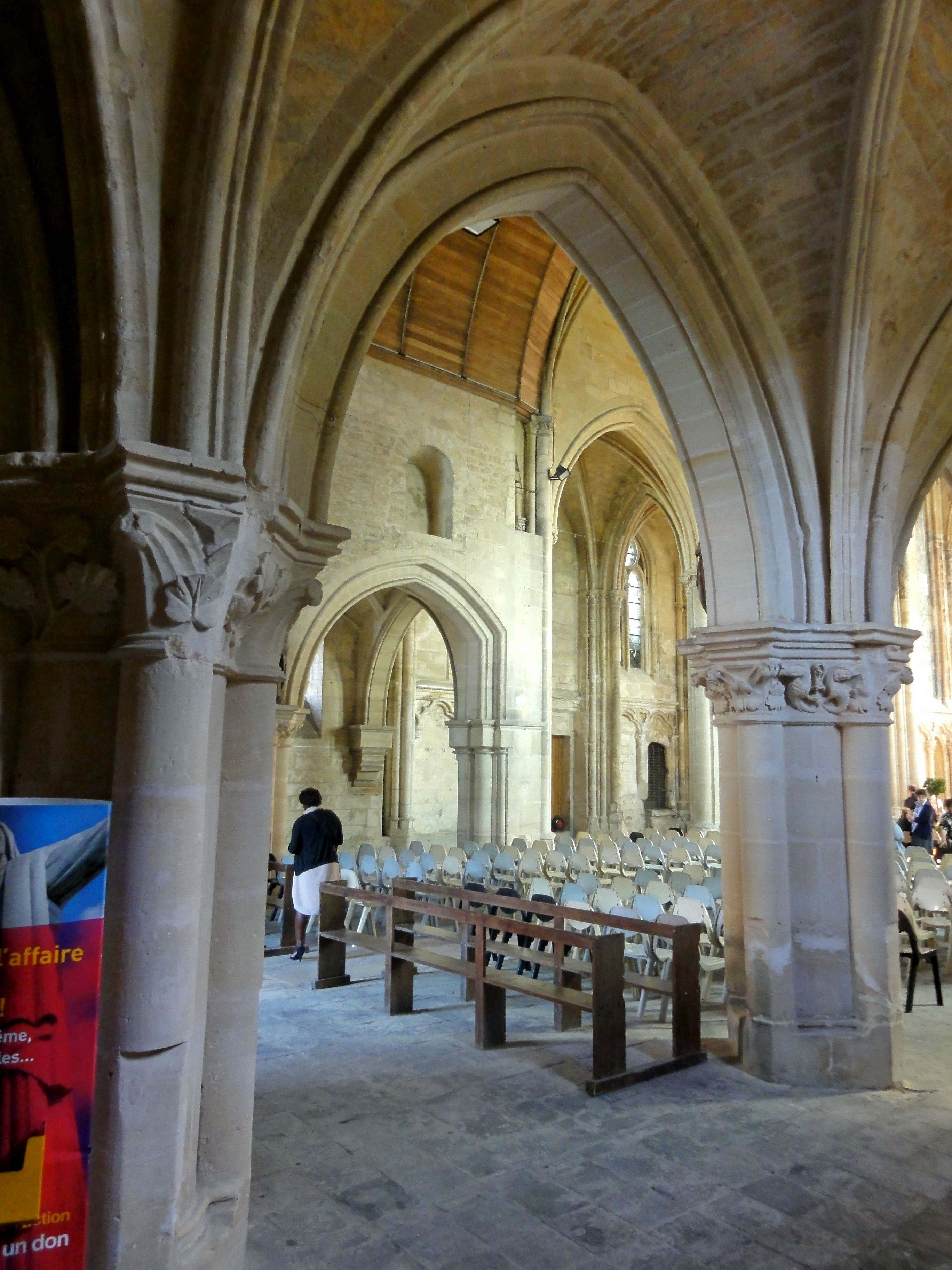
Vue par la 2e grande arcade du sud.
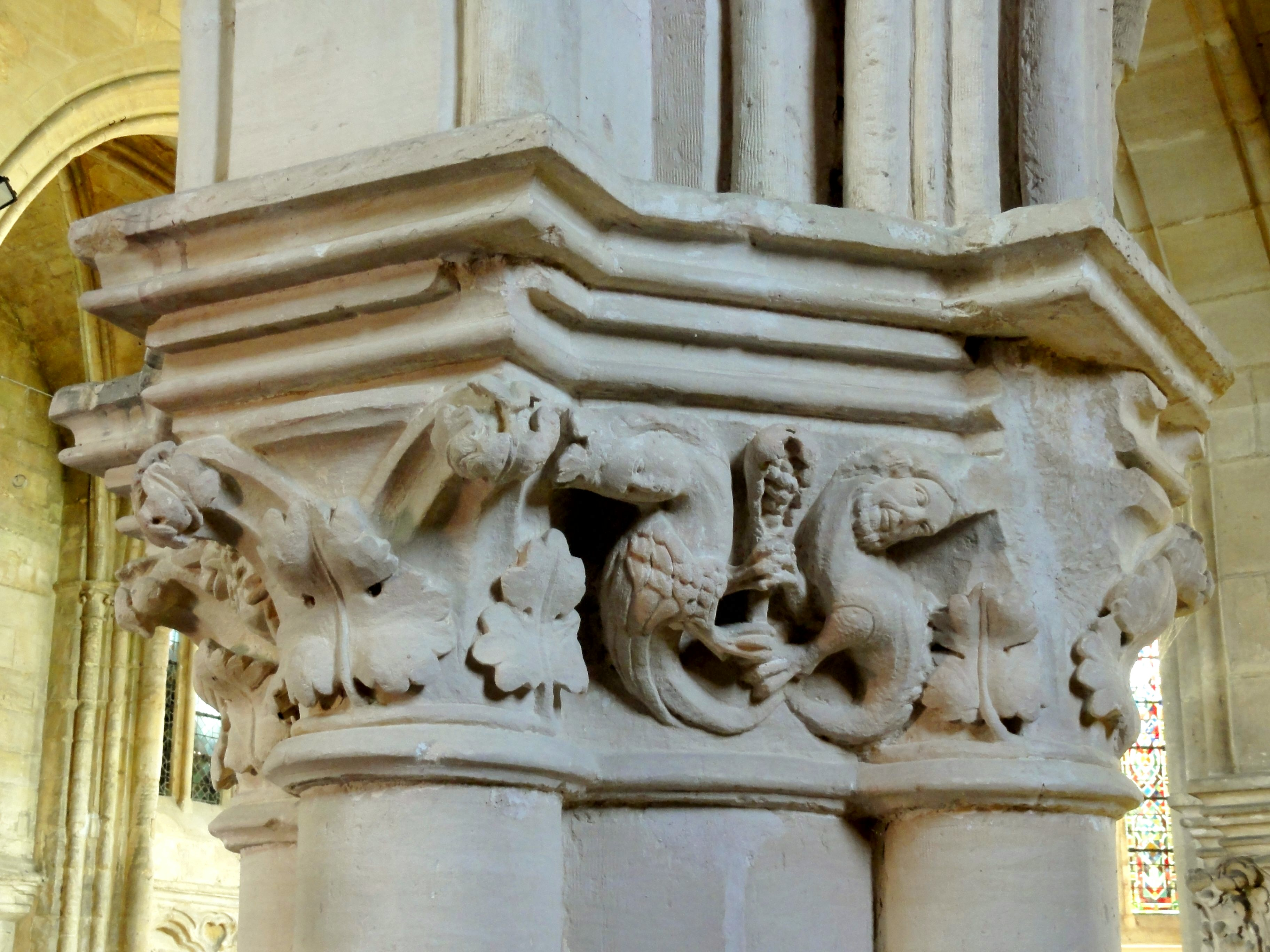
Chapiteau du 2e pilier au sud.
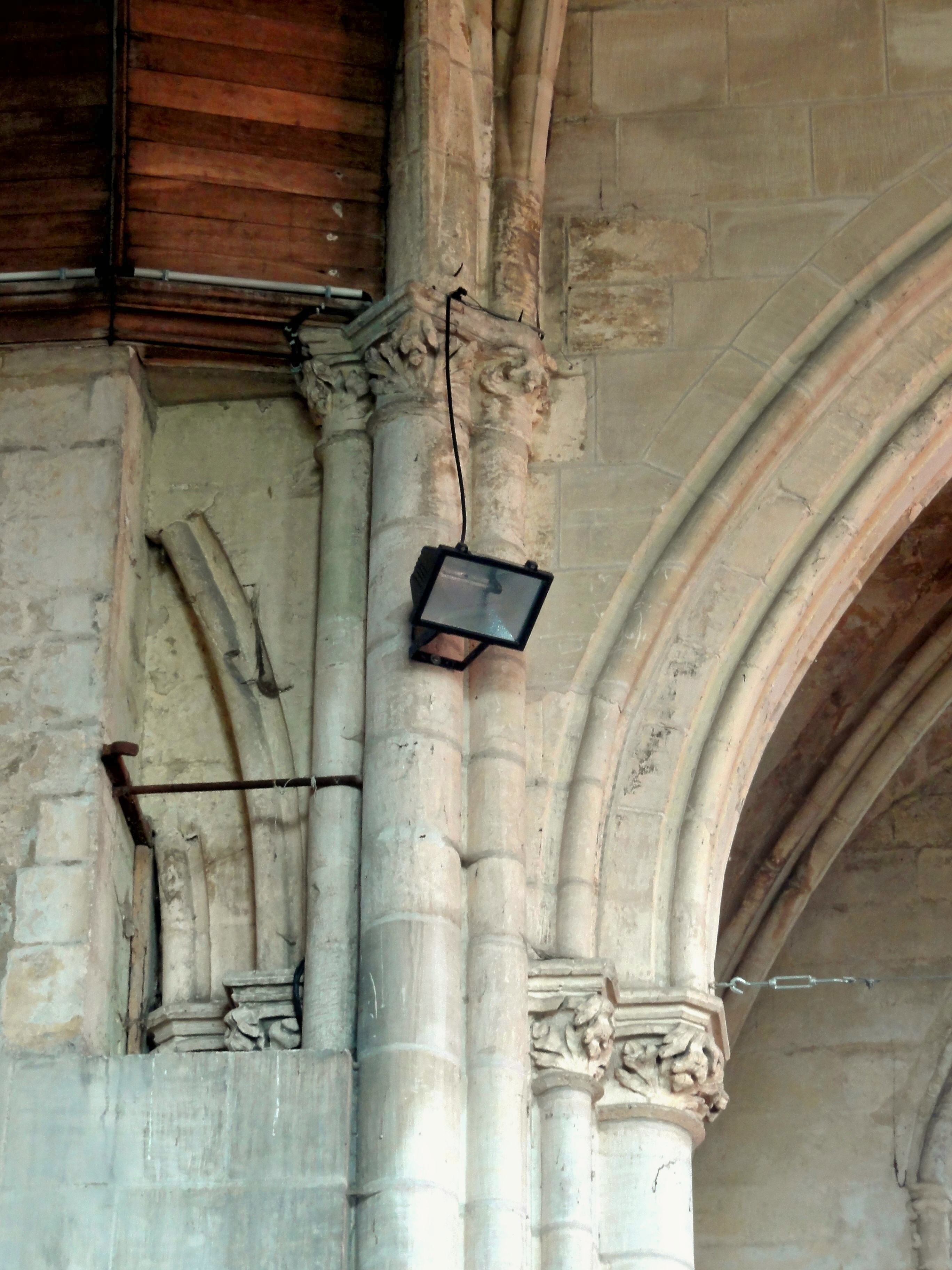
Limite entre nef et croisée, côté nord.

#### Croisée du transept et chœur

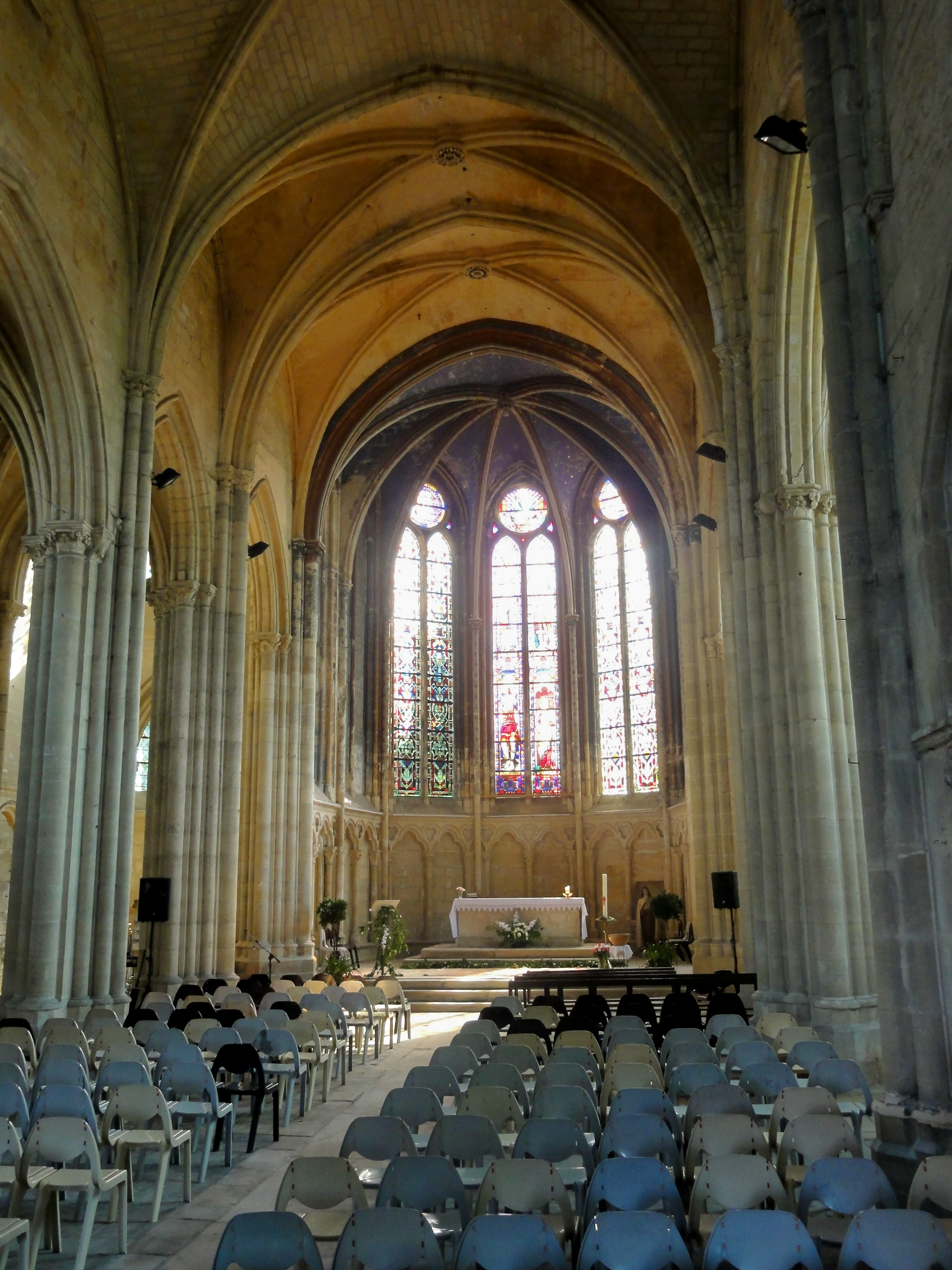
Croisée et chœur.

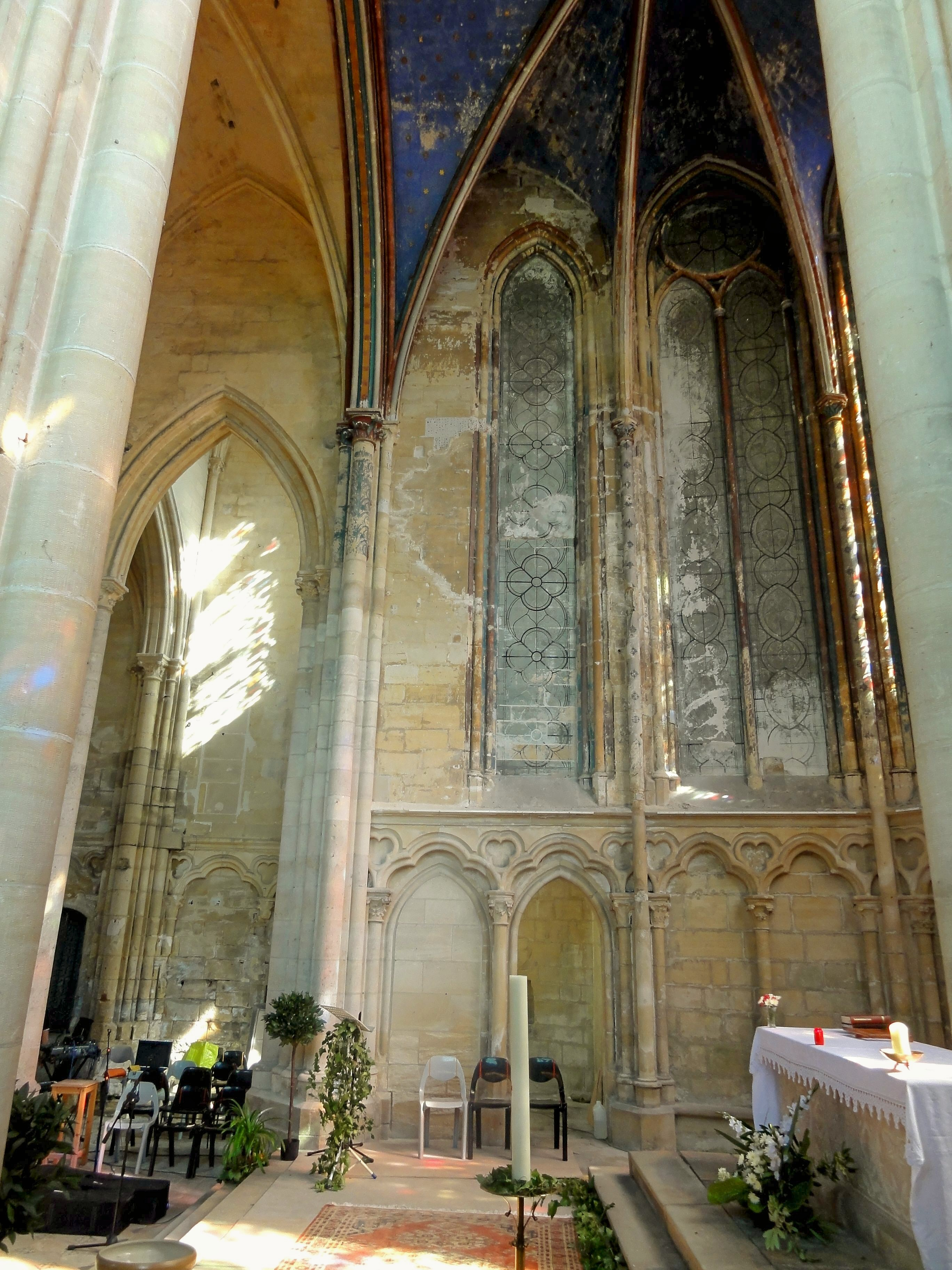
Abside, côté nord.

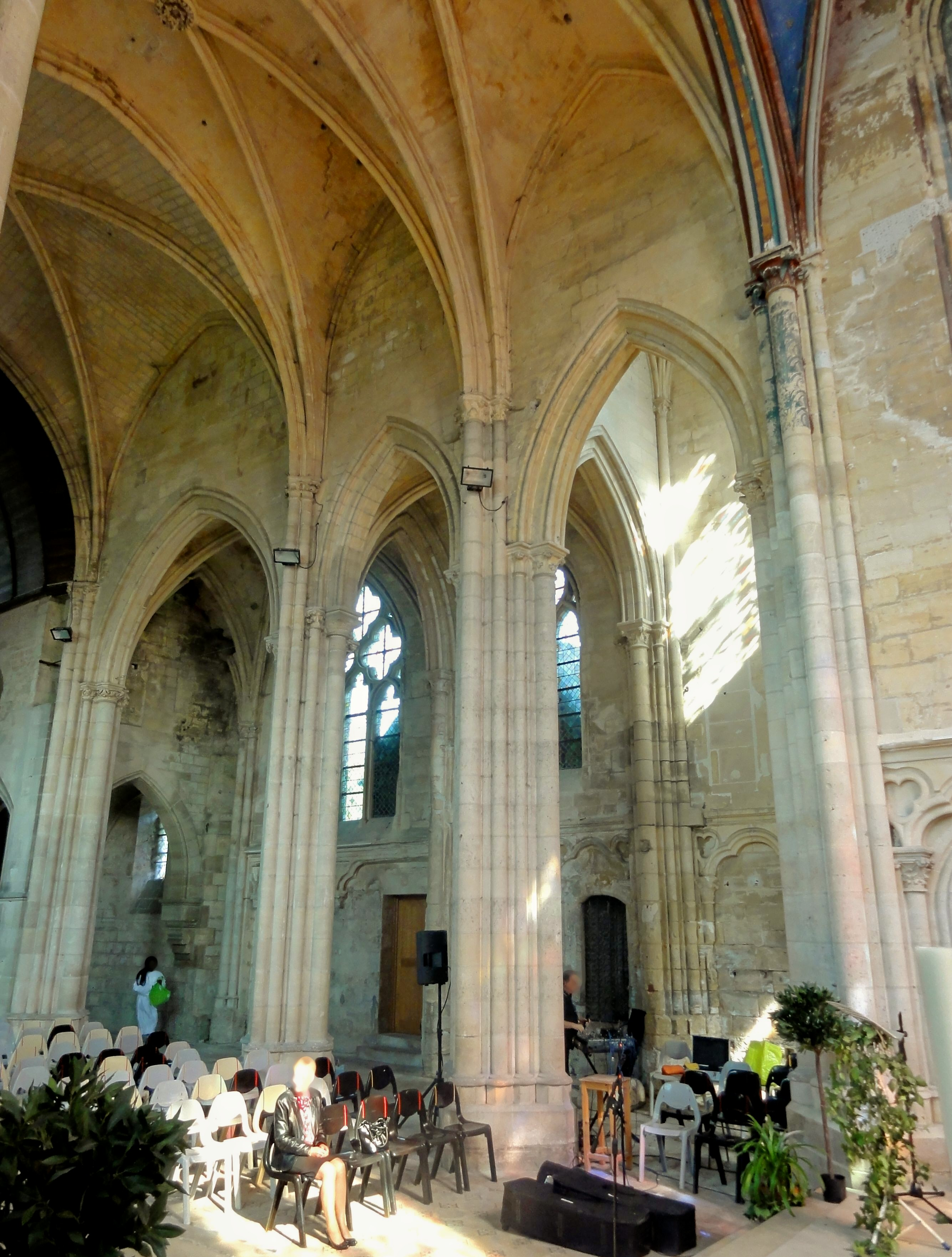
Grandes arcades au nord de la croisée et du chœur.

La croisée du transept et le chœur forment ensemble le vaisseau central des parties orientales, issu d'une seule campagne de construction et très homogène en dépit de certaines irrégularités. Lumineux et élancé, son architecture très élégante est influencée directement par les grands chantiers royaux de la période gothique rayonnante. Ce vaisseau se compose de quatre travées droites et se termine par une abside à cinq pans, dont les murs latéraux sont déjà placés en biais, ce qui n'est pas la règle. Les travées droites sont éclairées indirectement par les collatéraux et l'abside, seule partie à disposer directement de fenêtres, dont celles du nord et du sud sont bouchées. Mais les murs hauts en dessus des grandes arcades ne dépassent que faiblement ces dernières, en tout cas pas assez pour permettre le percement de fenêtres hautes, et l'on est loin des nefs aveugles de la période flamboyante. Sachant que la construction des églises commence habituellement par le chevet, la chapelle de la Vierge, c'est-à-dire la dernière travée du collatéral sud, indique une modification du projet de l'architecte en cours de réalisation. Cette chapelle est effectivement voûtée à la même hauteur que le vaisseau central, et aucune grande arcade ne l'en sépare. Vraisemblablement, l'ensemble des travées des collatéraux devait adopter cette configuration plus audacieuse, et l'on ignore ce qui aurait pu provoquer un changement d'avis du maître d'œuvre. Peut-être s'agit-il d'éviter que la monotonie s'installe, et aucun autre motif n'est identifiable pour la différence de profondeur des travées des collatéraux. Le collatéral nord comporte deux travées carrées, qui représentent chacun environ la moitié du croisillon nord. La seconde travée est en même temps la base du clocher. La travée lui faisant face au sud est par contre plus profonde, ce qui rend la première travée du collatéral sud moins profonde. La troisième travée ou chapelle de la Vierge revient au plan carré des travées du collatéral nord. De cette façon, l'élévation sud comporte quatre travées qui sont toutes de longueur différente, ce qui est souligné par la largeur différente des fenêtres. En plus, le mur méridional dérive légèrement vers le nord dès le début de la première travée du collatéral sud. Pour rester orthogonal par rapport à ce mur, le doubleau à l'entrée de la chapelle de la Vierge n'est pas situé dans une même ligne avec le doubleau entre la seconde et la troisième travée du chœur. Cette irrégularité est apparemment une conséquence des difficultés de terrain. Aucun auteur ne donne une datation plus tardive pour la petite chapelle du nord, faisant face à la chapelle de la Vierge mais voûtée plus bas que tout le reste, et ne communiquant avec le chœur et le collatéral nord que par de petites arcades. Pourtant, une fenêtre bouchée existe dans le mur nord de la quatrième travée du chœur, en dessus de l'arcade. Incompatible avec la voûte et le toit de la chapelle, il peut aussi s'agir d'une disposition décorative. La chapelle comporte au nord-est un mur biais.
Les grandes arcades sont toutes de hauteur égale, conformément à l'usage, si bien qu'elles sont toutes plus ou moins aiguës en fonction de la profondeur des travées correspondantes. La seconde arcade du sud est cependant si étroite qu'elle ne commence que nettement au-dessus des chapiteaux qui la supportent. Toutes les arcades reposent sur des faisceaux d'une colonne et de deux fines colonnettes, dont celle du centre est un peu plus forte que les autres, surtout de part et d'autre de la croisée du transept. Les tailloirs sont carrés, et les chapiteaux décorés de crochets ou de feuillages, traités d'une manière très naturaliste. Entre ces faisceaux de colonnettes des grandes arcades, les supports des voûtes du vaisseau central trouvent leur place. Il s'agit généralement aussi de faisceaux d'une colonne et de trois colonnettes, sauf au sud entre la première et la deuxième travée, où l'on ne trouve qu'une seule colonne, sans doute en raison de la faible profondeur de la première travée côté sud. Une autre particularité se constate à l'est des arcades ouvrant dans les croisillons, où les chapiteaux des doubleaux secondaires reposent sur un ressaut du mur, alors que la colonnette est placée un peu plus vers l'est et ne supporte rien. Au nord, le chapiteau sur ce ressaut montre exceptionnellement une tête de femme portant une coiffe. Tous les autres chapiteaux du second ordre présentent un décor végétal à l'instar de ceux du premier ordre, et ils sont alignés à mi-hauteur entre ces derniers et les sommets de ces arcades. Une fois de plus une exception existe du côté de la chapelle de la Vierge, dont les chapiteaux sont situés plus hauts que tous les autres. Les tailloirs sont à bec autour de la croisée du transept, et carrés ailleurs. Les formerets se partagent les chapiteaux avec les ogives, choix fréquent à la période rayonnante afin de ne pas réduire l'effet gracieux de l'architecture par un encombrement de l'espace intérieur par un nombre de colonnettes trop important. Le profil des ogives est celui d'un tore en amande entre deux baguettes, et les clés de voûte sont toutes ornées de couronnes de feuillages. La polychromie de la plupart des chapiteaux à partir de la troisième travée ne semble dater que du XIXe siècle et est censée imiter celle d'origine, sans pour autant s'appuyer sur des constats archéologiques.
La troisième travée du chœur et l'abside sont voûtées ensemble par une voûte particulière à huit voûtains, dont trois pour la troisième travée, à l'instar d'une moitié de voûte sexpartite. Les trois étroites fenêtres du chevet et les deux fenêtres factices sont flanquées par six fines colonnettes dont les chapiteaux sont établis à la même hauteur que les autres. Le remplage des fenêtres est très délicat et constituée de minces colonnettes en délit, qui portent de minuscules chapiteaux aux tailloirs ronds. En même temps, ce remplage est d'une grande simplicité, car formée de deux lancettes simples surmontées d'un oculus rond, sans trèfles ou quatre-feuilles. Ce dessin est apparemment inspiré des fenêtres hautes des années 1220-1225 de la cathédrale Notre-Dame de Paris, avec un oculus plus grand, et il est repris plus tard dans l'abbatiale d'Ourscamp. Le chevet de Montataire est toutefois loin d'être sobre, car les soubassements des fenêtres sont décorés d'arcatures aveugles du plus bel effet. Chaque pan de mur comporte deux arcades aux têtes trilobées surbaissées, soigneusement moulurées, reposant sur les chapiteaux de feuillages de trois colonnettes dont celle du milieu est donc partagée par deux arcades. Les écoinçons sont décorés de trèfles. Si les arcatures aveugles apparaissent dans plusieurs églises des environs, dont celles de Nogent-sur-Oise et Villers-Saint-Paul, leur forme évoque en particulier le fragment de devant d'autel de la Sainte-Chapelle de Paris. Il est à noter que les colonnettes des pans de l'abside sont appareillées et non en délit, ce qui parle en faveur de l'hypothèse que la construction des parties orientales ait commencé ici. La deuxième arcature au nord n'est par ailleurs pas aveugle, mais ouvre sur la chapelle nord. La porte dans le pan sud de l'abside est celle de la sacristie.

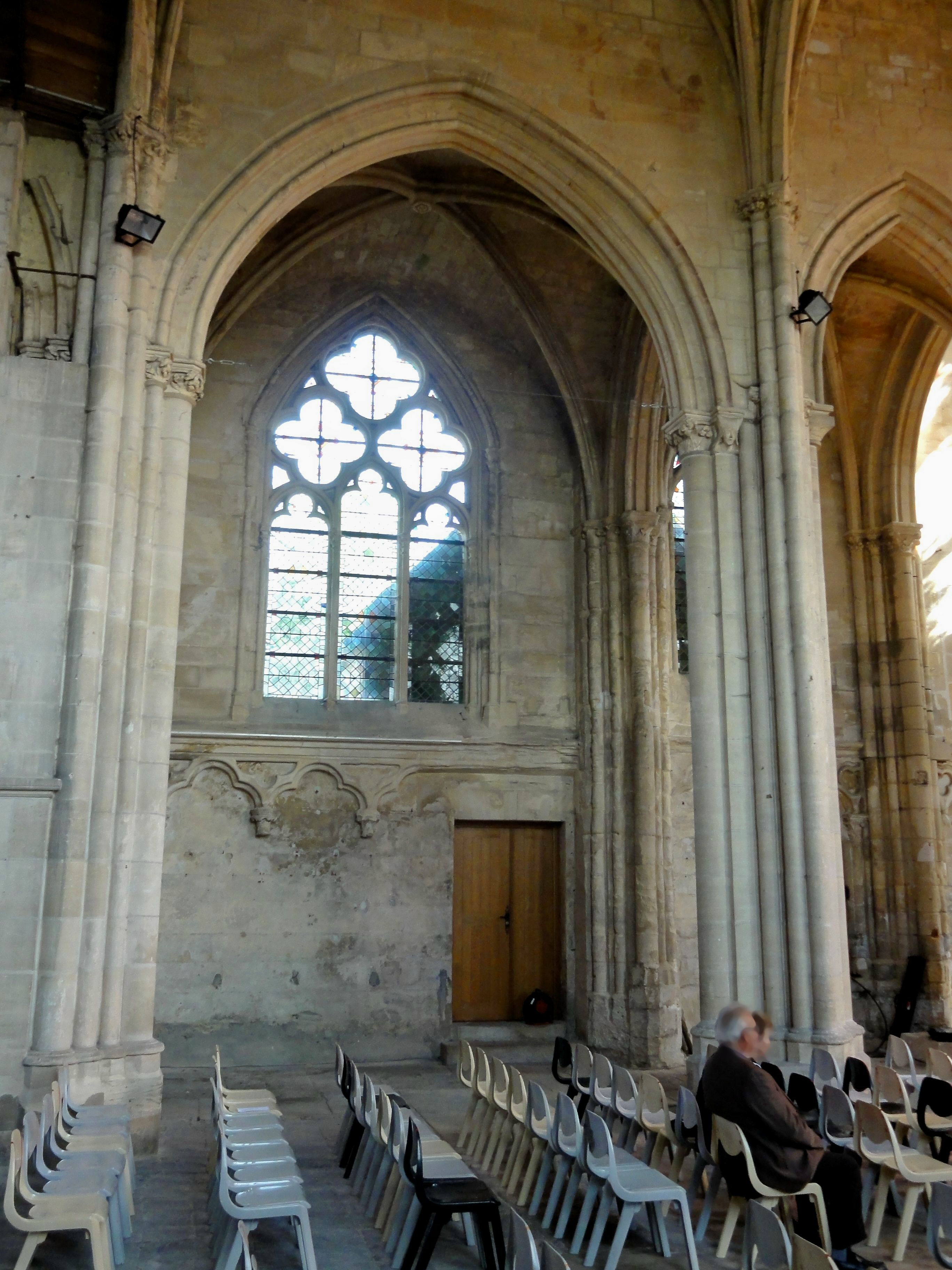
Transept, vue sud-nord.
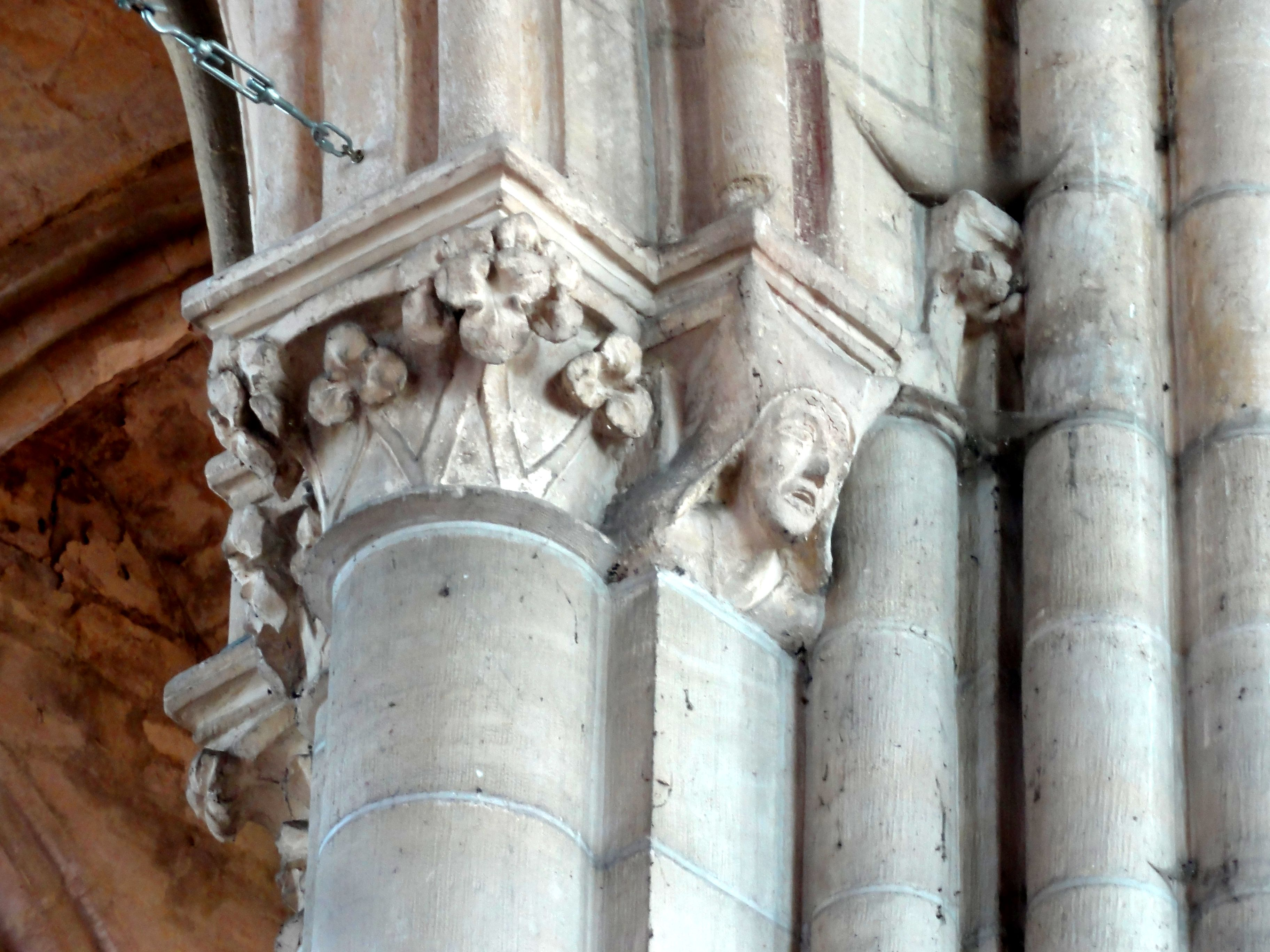
Croisée du transept, chapiteaux de la pile nord-est.
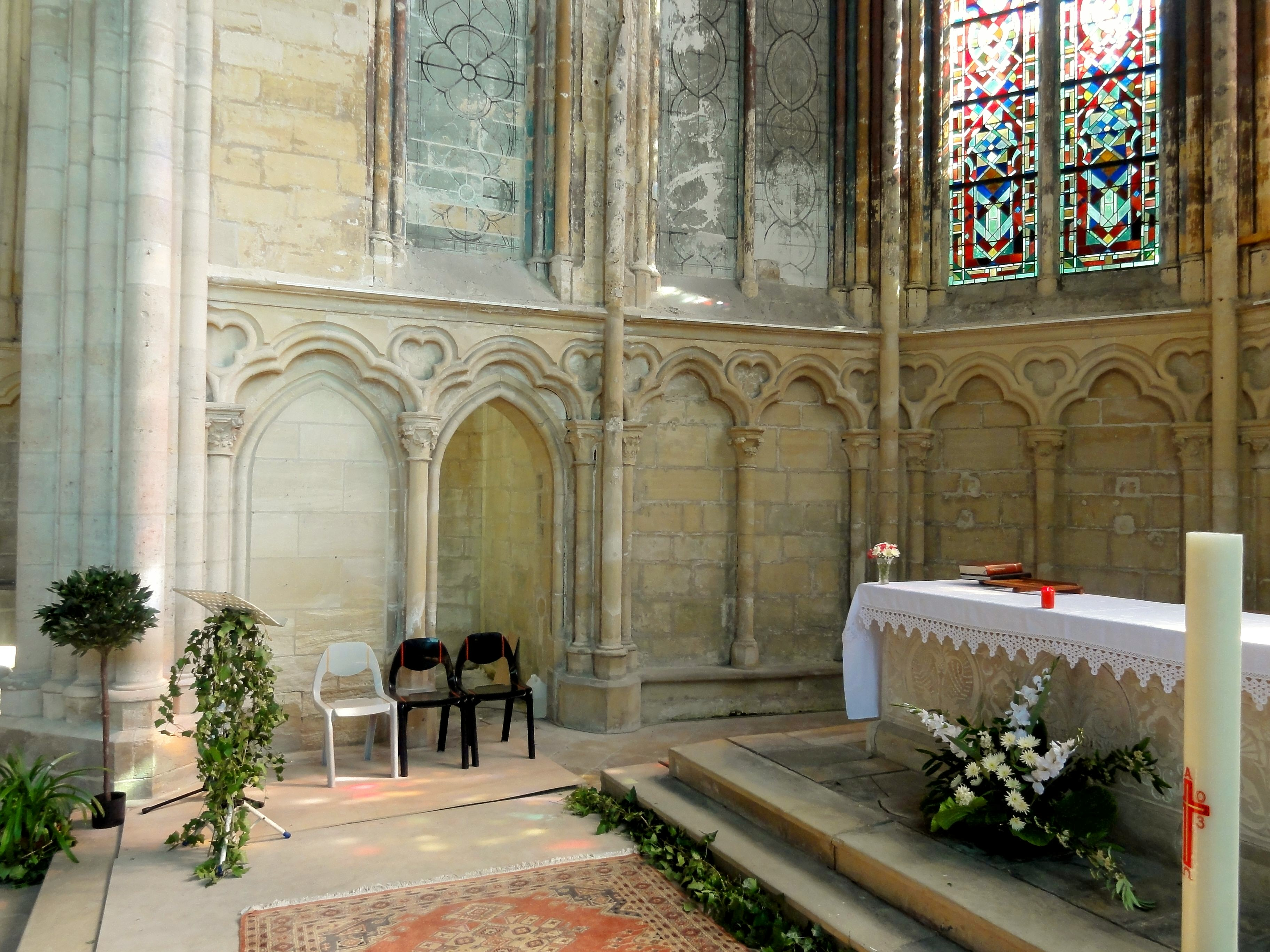
Maître-autel et arcatures aveugles.
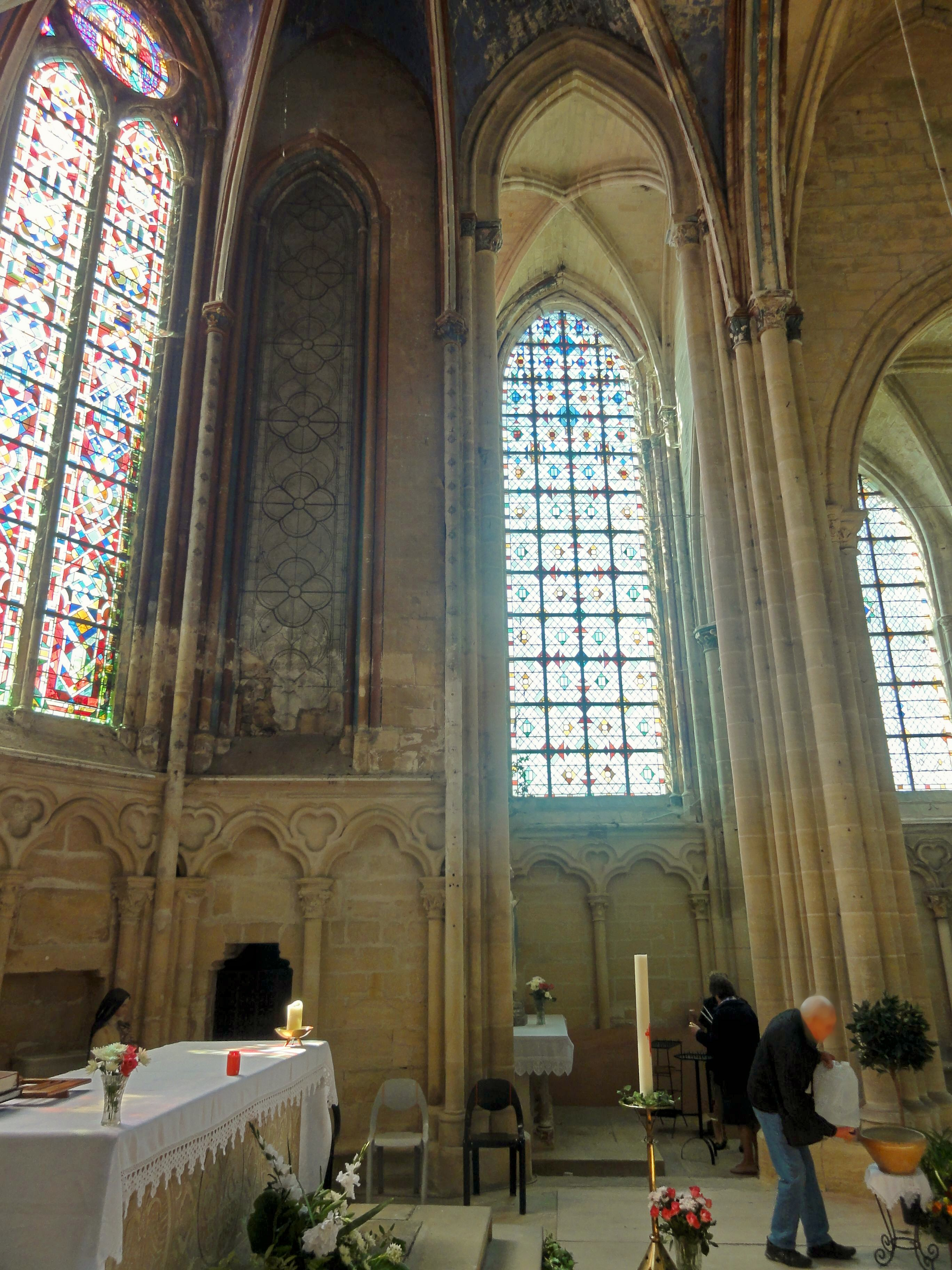
Abside, côté sud : vue dans la chapelle de la Vierge.
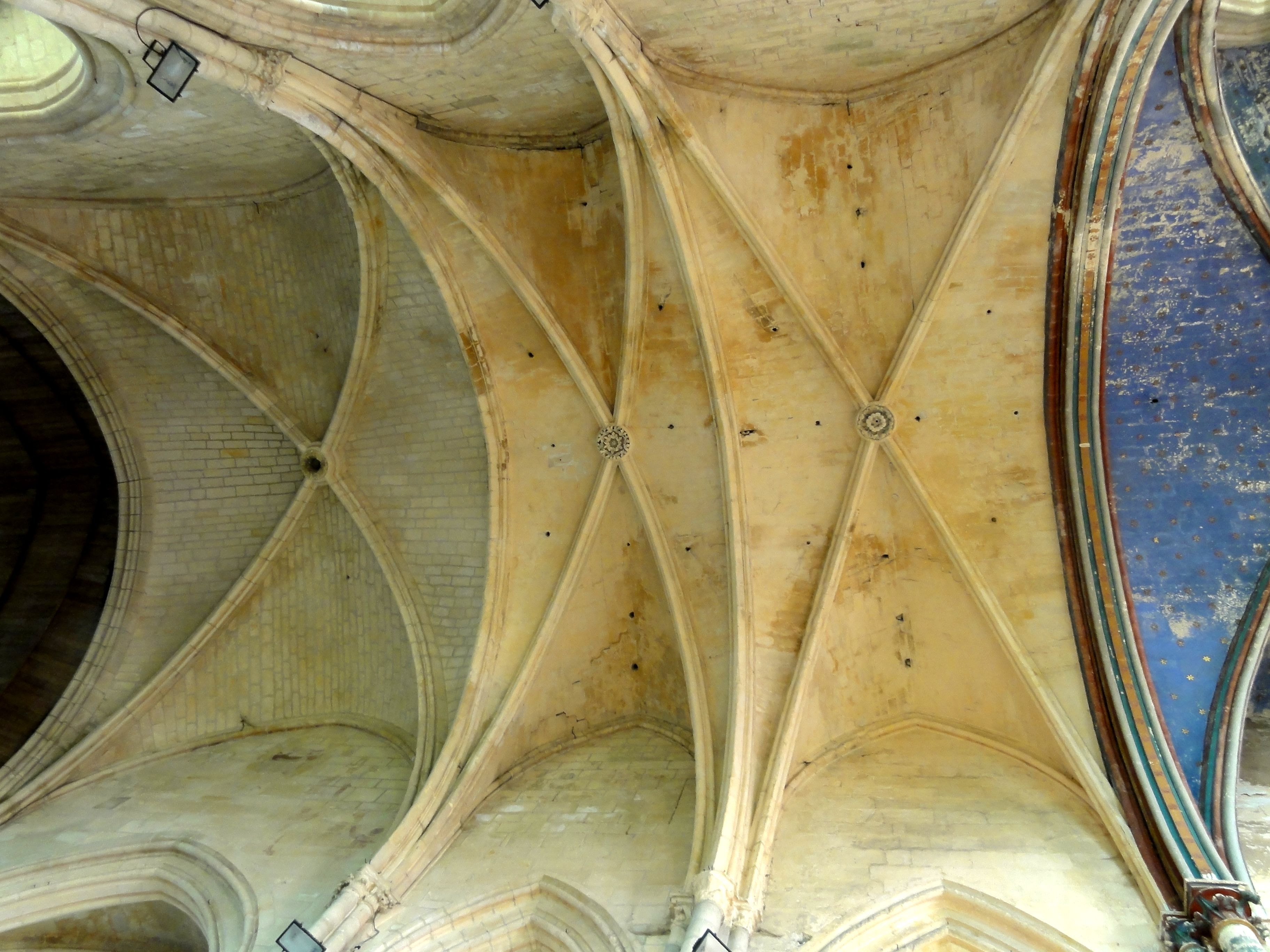
Voûtes de la croisée et du chœur.
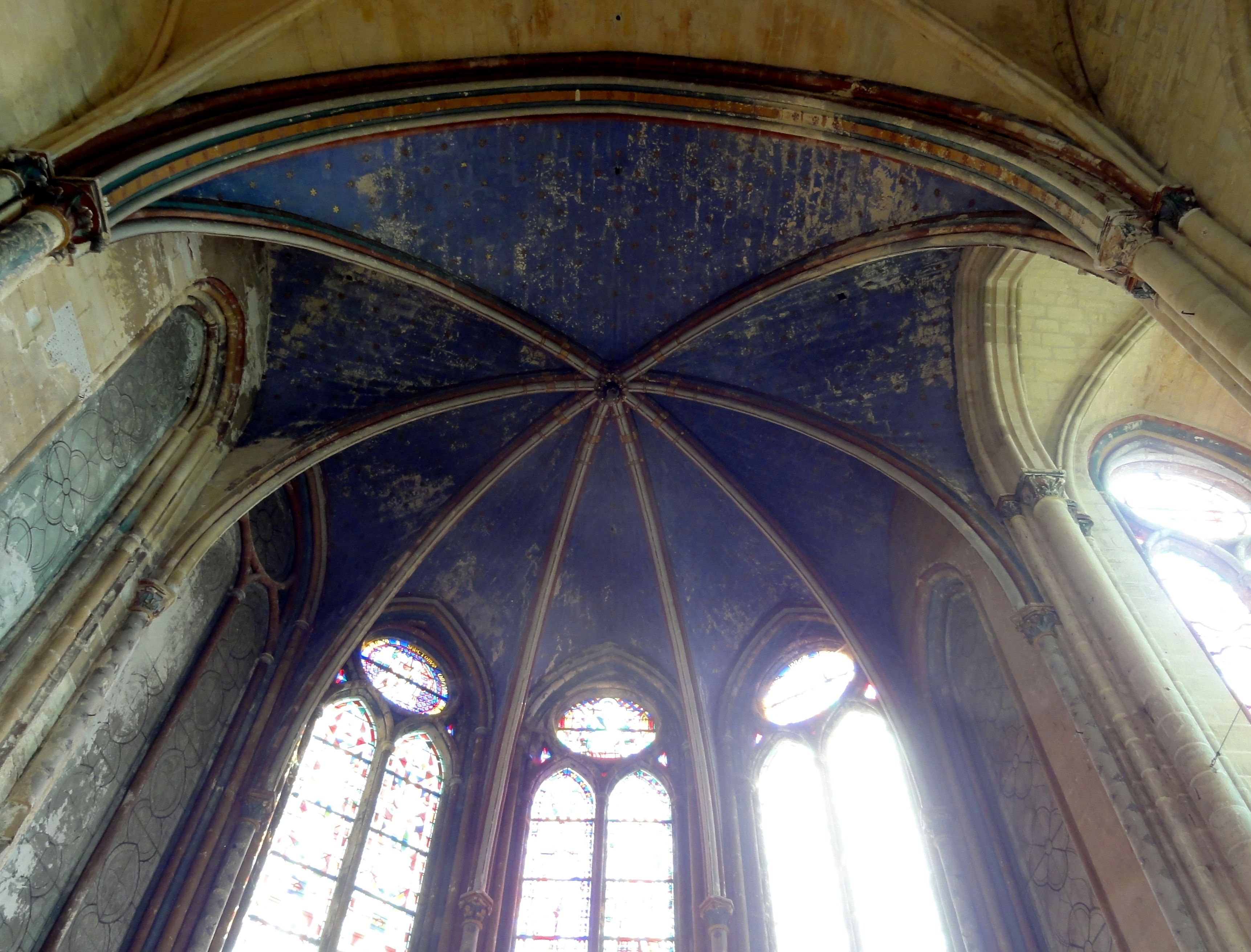
Voûte de l'abside.

#### Croisillons, collatéraux et chapelles

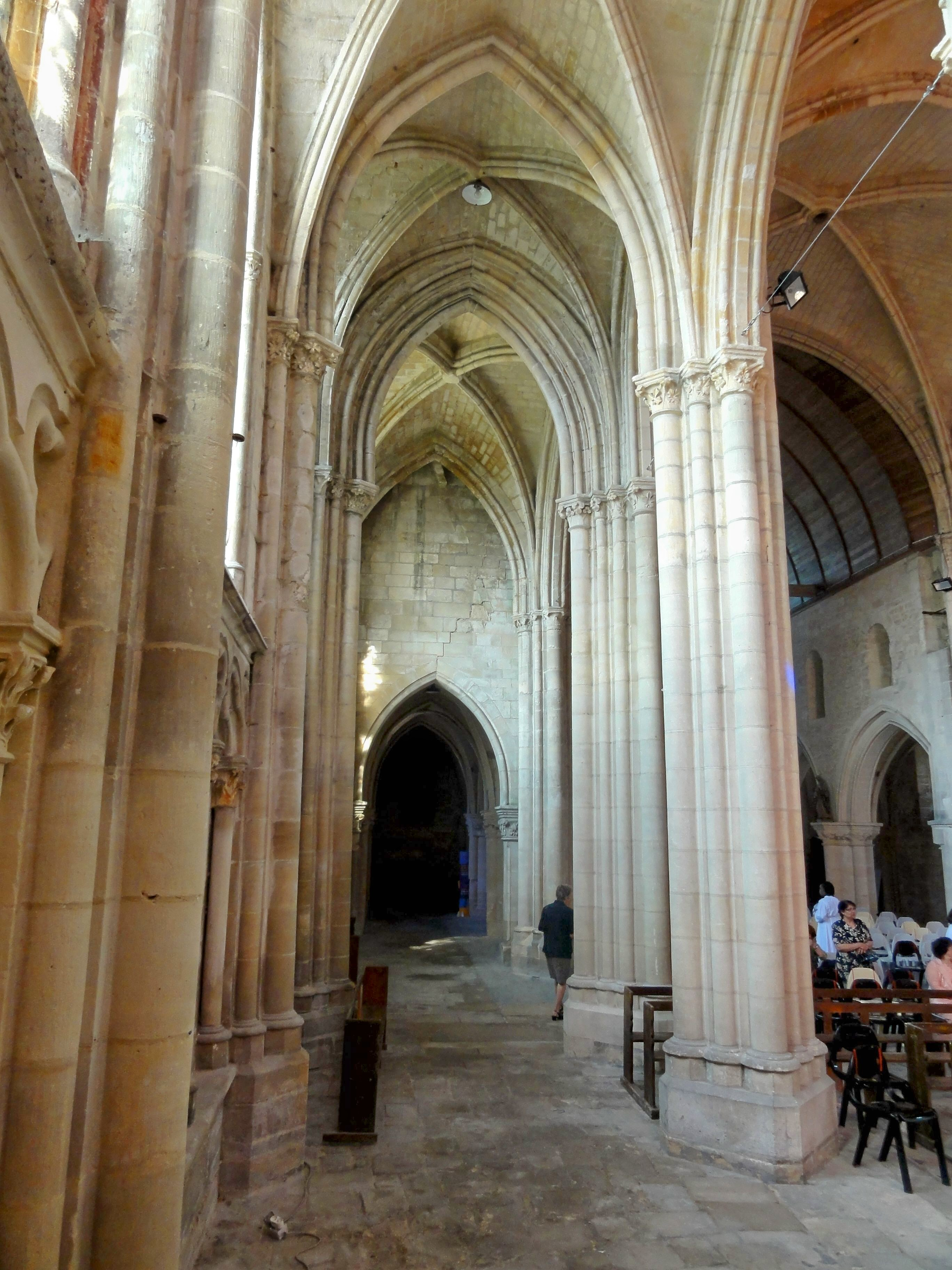
Collatéral sud, vue vers l'ouest.

Au sud, les réseaux des fenêtres se sont perdus à une période indéterminée, mais leurs arrachements restent visibles et prouvent que ces fenêtres étaient également munies d'un remplage à l'origine. La chapelle de la Vierge représente la partie la plus remarquable du collatéral sud, sa petite superficie faisant apparaître sa voûte encore plus haute qu'elle ne l'est, et tout le mur méridional est presque entièrement occupé par une vaste verrière colorée de motifs abstraits, tandis que le mur du chevet présente une baie au même remplage que les fenêtres de l'abside, avec un vitrail du XIXe siècle. En outre, la chapelle de la Vierge renferme le seul objet classé monument historique au titre objet de toute l'église. Il s'agit de la Vierge à l'Enfant placée devant le vitrail du chevet. Cette statue en pierre calcaire polychrome est haute de 165 cm et peut être datée du second quart du XIVe siècle. En effet, la silhouette légèrement déhanchée et les drapés fluides du manteau sont caractéristiques des œuvres de cette période. Au moins le visage de la Vierge et la tête de l'enfant Jésus sont refaits. La polychromie n'est pas non plus authentique et a été reprise au XIXe siècle,,.
Les soubassements des fenêtres sont traités en arcatures aveugles du même type que celles de l'abside, avec trois au lieu de deux arcatures dans les travées larges. L'état de conservation de ces arcatures est excellent au sud, alors que les colonnettes sont abîmées ou manquent au nord. Les parties supérieures restent toutefois en grande intactes. Un certain nombre de particularités est à signaler. Le mur occidental du croisillon sud conserve les traces de l'arrachement d'une hotte de cheminée en dessus de l'arcade ouvrant dans le bas-côté de la nef. Cette cheminée a été supprimée dès la reconstruction du bas-côté vers 1225-1230. Son emplacement prouve par ailleurs l'existence d'un transept dans l'église romane. Dans le Creillois, les cheminées étaient fréquentes dans les églises ; une cheminée complète subsiste à Nogent-sur-Oise, et la hotte dans l'église Saint-Médard de Creil. Le croisillon nord présente une porte donnant accès à une seconde sacristie, plus récente et plus grande que celle de l'abside, et la première travée du collatéral nord contient une grille à l'instar de celle de l'extrémité ouest du bas-côté nord : derrière se trouve l'escalier desservant la tour du clocher. La travée sous le clocher réserve une surprise, car voûtée à la même hauteur que le vaisseau central, bien que séparée de ce dernier par une arcade ne dépassant pas la hauteur des autres. La chapelle nord ne contient plus de mobilier. Ses deux fenêtres sont munis de deux types de remplage différents, et qui n'existent pas ailleurs dans l'église. La fenêtre du pan nord-est est à deux lancettes surmontées d'un quatre-feuilles, et celle du chevet à une lancette unique à tête tréflée, surmontée d'un trèfle. À la période de construction (soit vers 1250-1260), ce dessin est très rare pour les fenêtres, mais est couramment employé pour les arcatures plaquées. Restent à mentionner les fenêtres du croisillon nord et de la première travée du collatéral. Cette dernière est identique aux baies de l'abside, alors que le croisillon est éclairé par la dernière baie à trois lancettes qui subsiste dans l'église (d'autres ont dû exister au sud). Les lancettes sont à têtes trilobées et surmontées de trois quatre-feuilles, comme dans les parties orientales de l'église de Nogent-sur-Oise. Quant à la base du clocher, elle ne comporte qu'une haute et étroite fenêtre factice ou bouchée, comme dans les parties droites de l'abside.

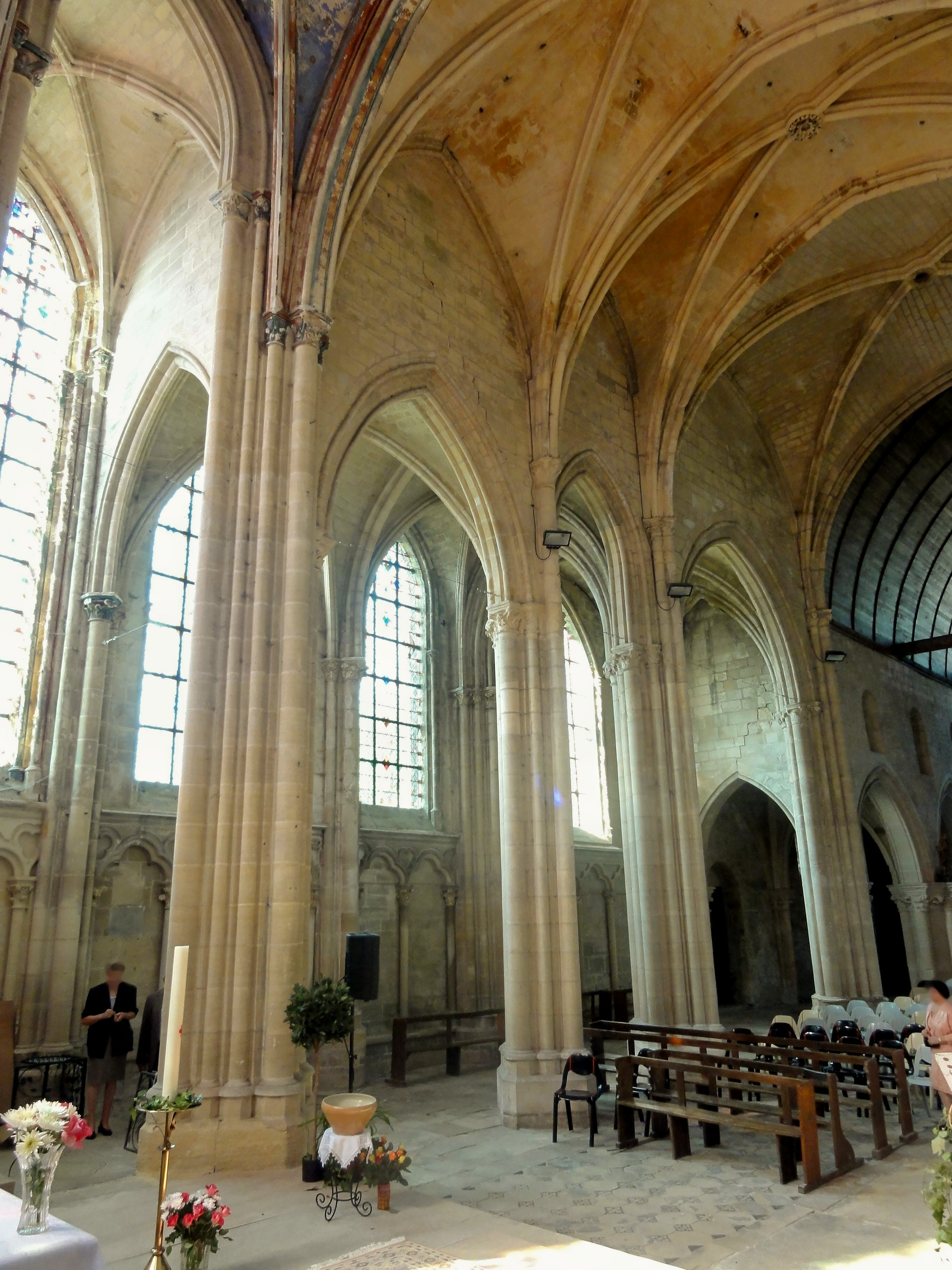
Collatéral et croisillon sud.
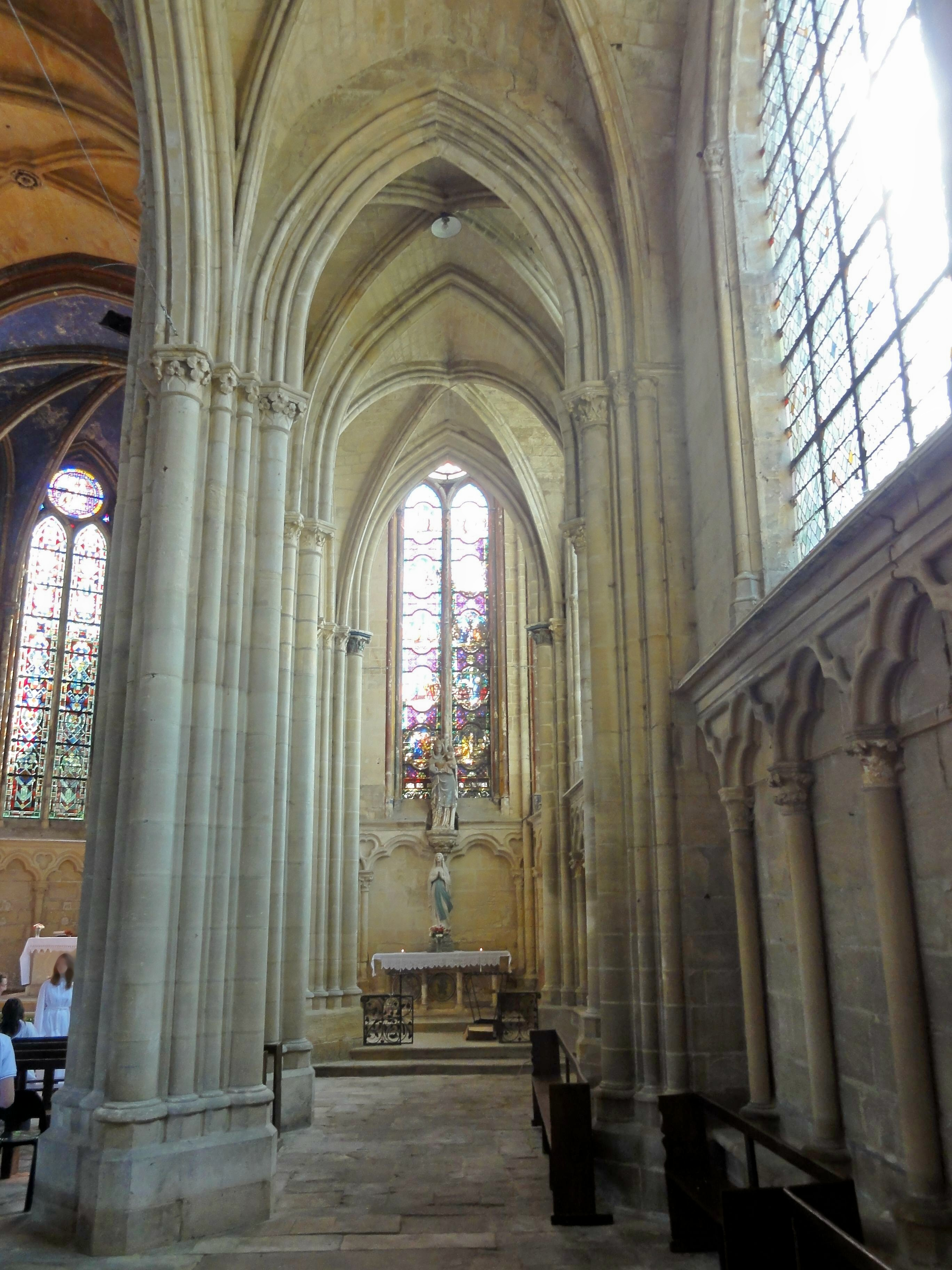
Collatéral sud, vu vers l'est.
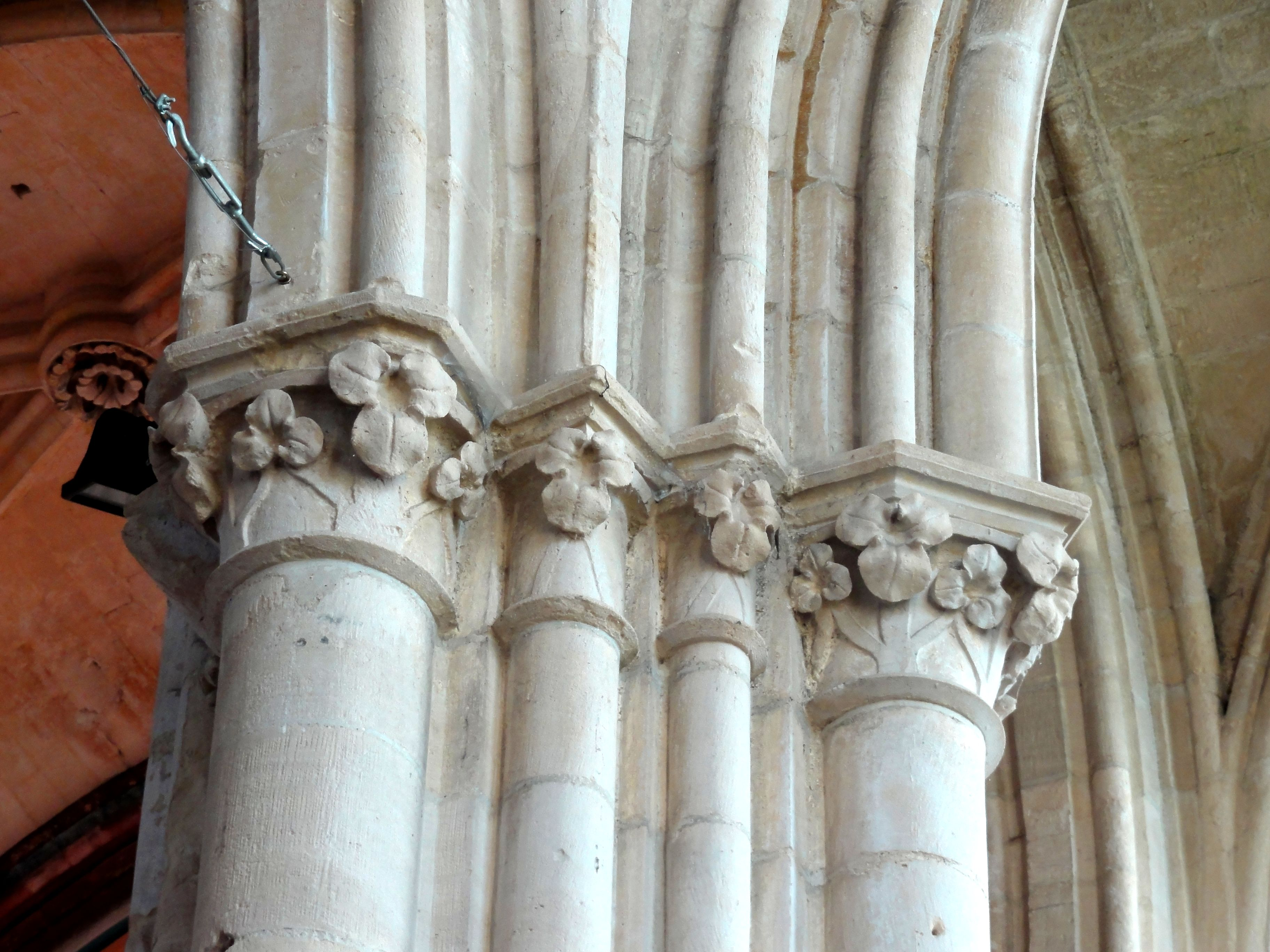
Chapiteaux du collatéral sud.
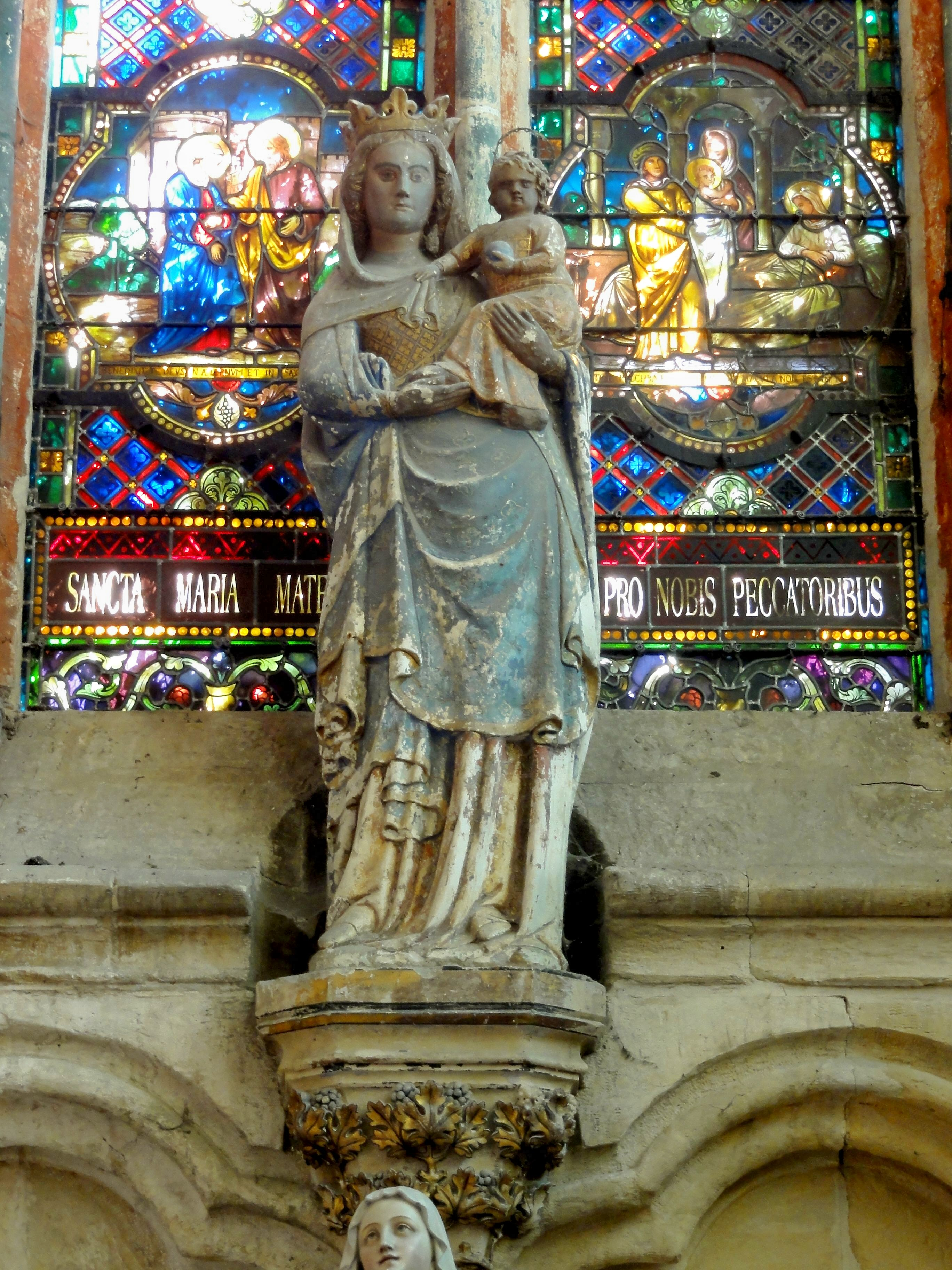
Vierge à l'Enfant.
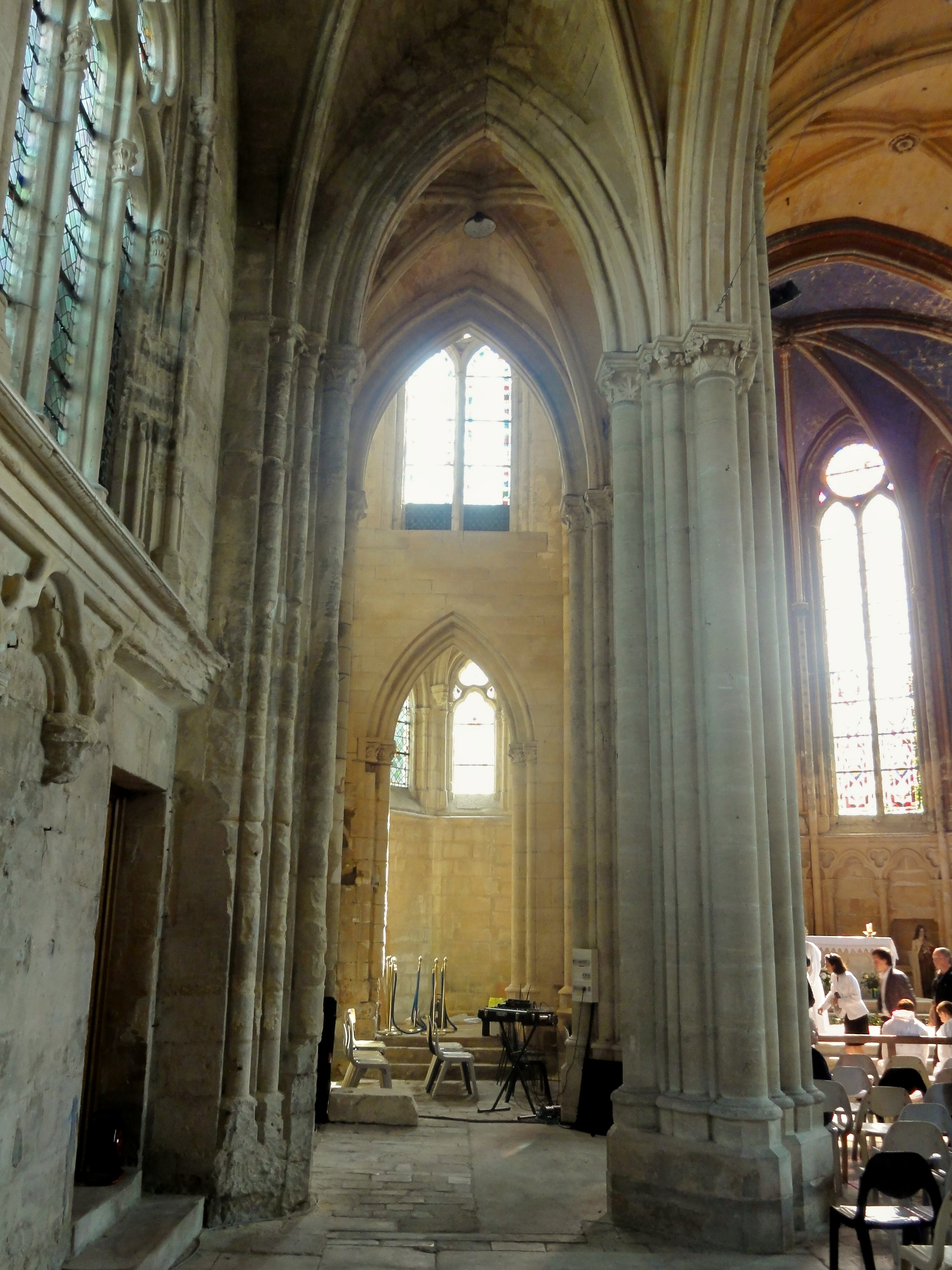
Collatéral nord, vue vers l'est.
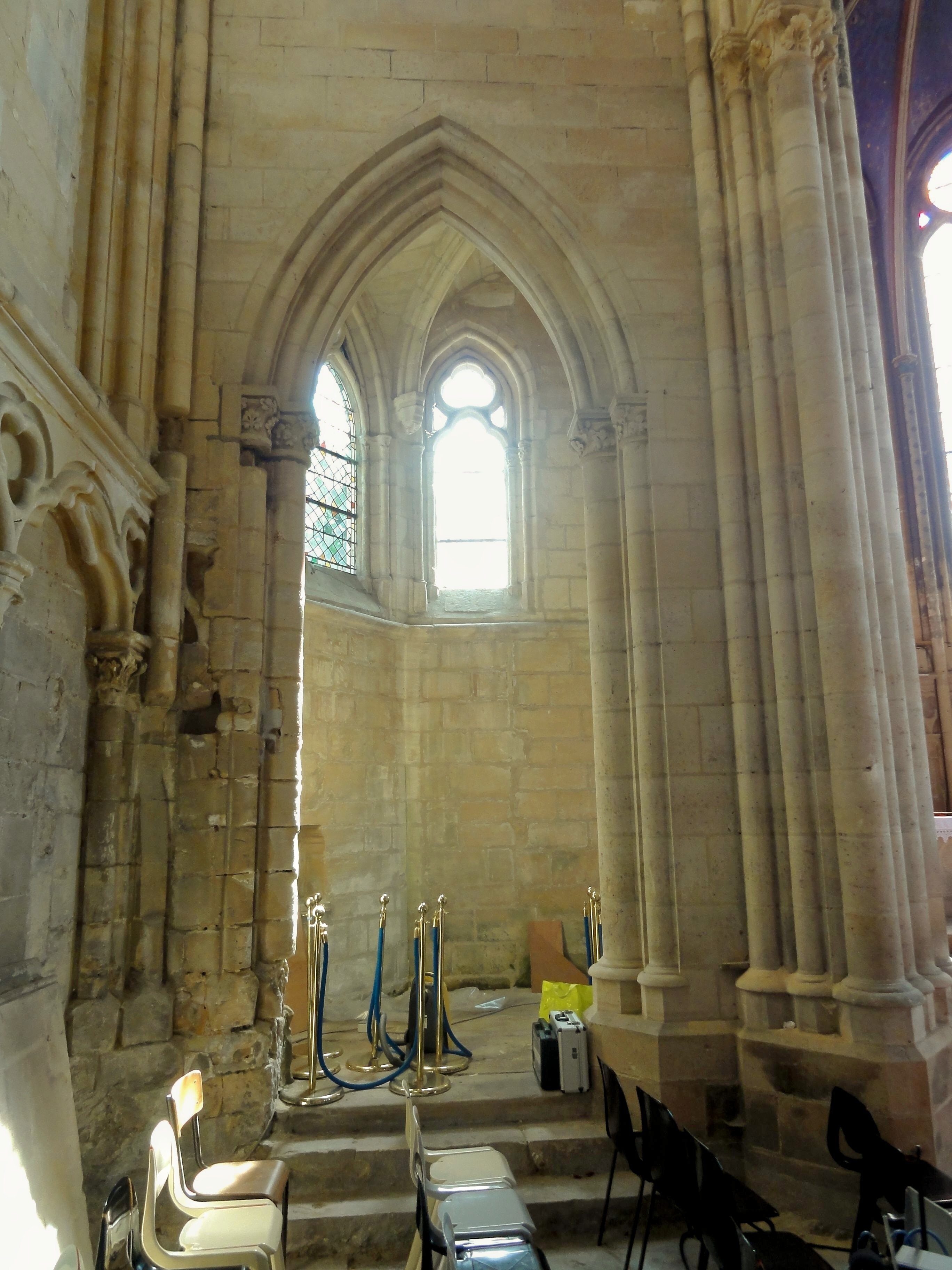
Vue dans la chapelle nord.

### Extérieur

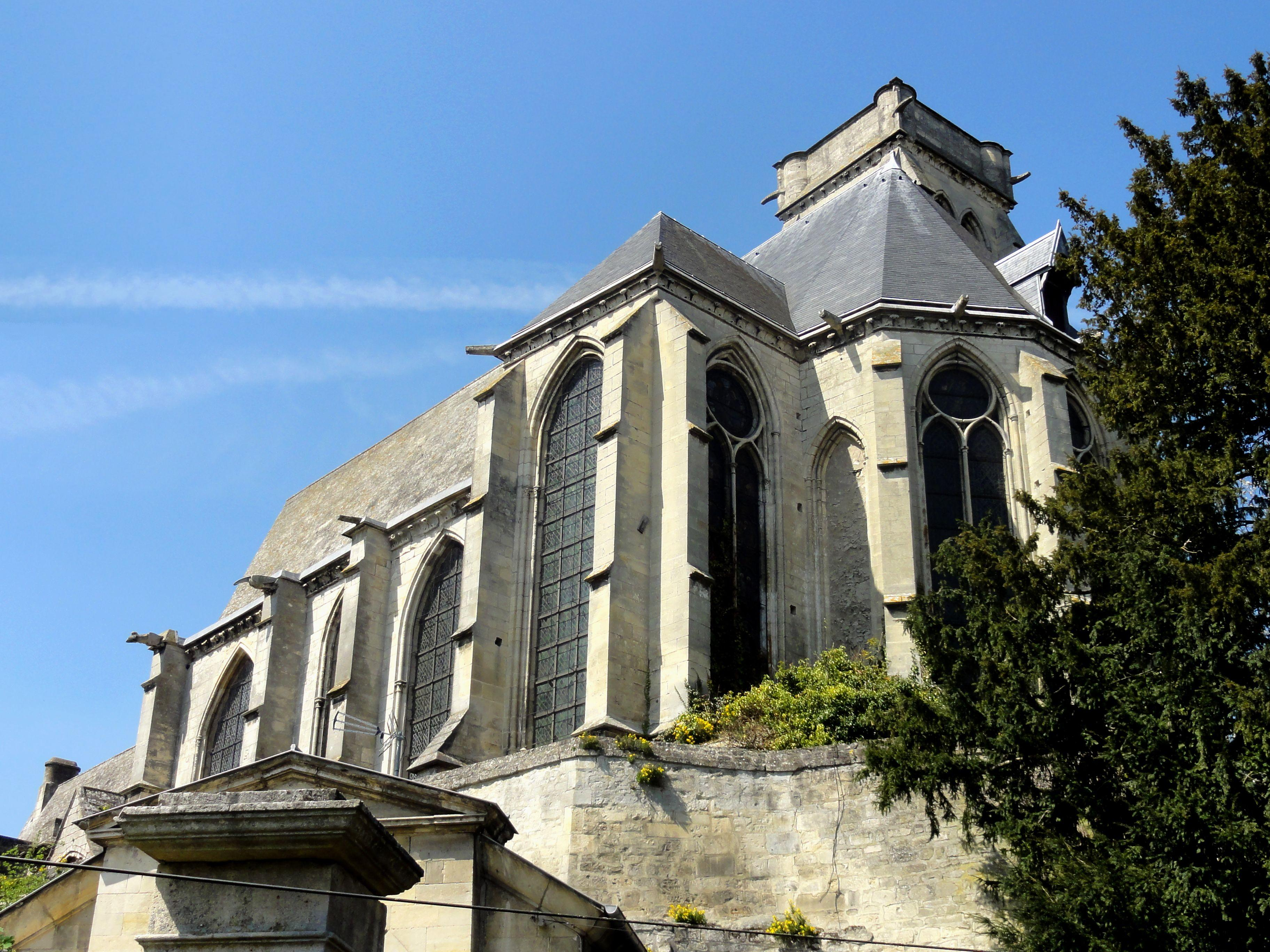
Vue depuis le sud-est.

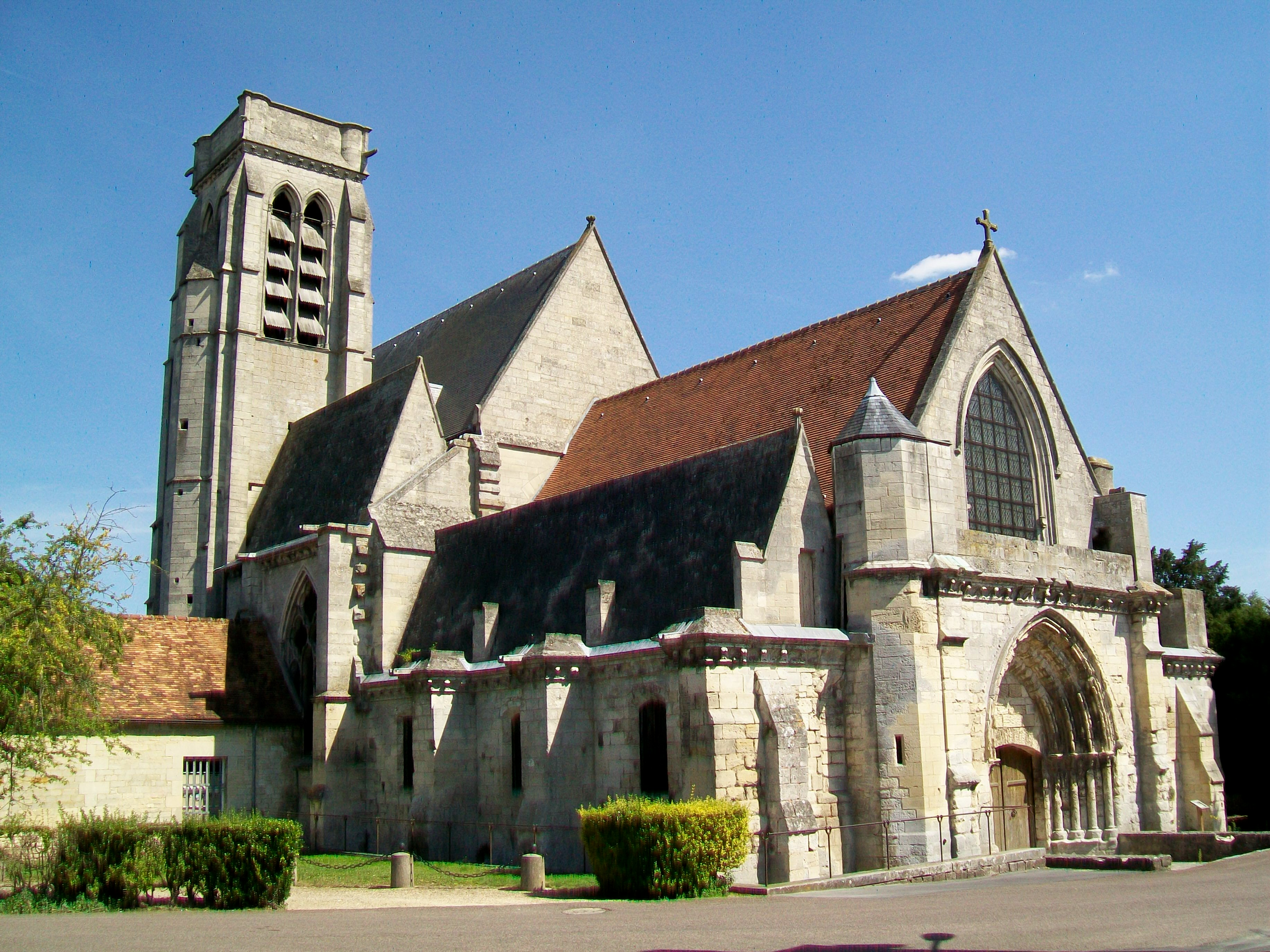
Vue depuis le nord-ouest.

La silhouette de l'église de Montataire est bien propre à cet édifice et ne permet guère une confusion avec une quelconque autre église. Une différence de hauteur nette entre nef et chœur est fréquente, mais le clocher se terminant par un balcon, les collatéraux coiffés de toits en pierre très aigus et la chapelle de la Vierge plus haute que le reste des collatéraux, à l'instar des croisillons des autres églises, confère un caractère individuel à l'ancienne collégiale. Du fait de l'implantation de l'église au rebord du plateau, l'on ne peut voir les parties orientales et la nef en même temps. Les parties orientales sont traités extérieurement avec le même soin qu'à l'intérieur, notamment en ce qui concerne le remplage des fenêtres ; les contreforts sont peu saillants et scandés horizontalement par une succession de larmiers ; et les murs sont couronnées par une frise de crochets de feuillages. Certains contreforts portent des gargouilles. L'abside évoque celle de l'église Saint-Georges d'Ully-Saint-Georges. La fenêtre du croisillon sud détonne par la forme de son arc, qui n'est pas réellement en tiers-point, mais plus proche d'un triangle. Le clocher est assez peu exposé, car situé au nord, en retrait par rapport à la façade et entouré par les arbres du jardin de l'ancien presbytère. Seul l'étage du beffroi est décoré. Il est ajouré de deux baies abat-son en tiers-point par face, s'inscrivant dans de triples archivoltes moulurées qui reposent sur des colonnettes à chapiteaux. Entre deux baies, les deux archivoltes se partagent une même colonnette. Les murs se terminent par une corniche qui reprend la même frise que celle présente sur tout le chœur. Les garde-corps du balcon sont des murs pleins et non des balustrades, et une échauguette incomplète se trouve à chaque angle, agrémentée d'une gargouille d'une facture assez simple. L'on suppose que le clocher était destiné à servir en même temps de tour de guet.
La façade occidentale paraît quelque peu trapue, du fait que le sol de l'église se situe en dessous du niveau du parvis. Elle se singularise par les pignons aigus des bas-côtés et le retrait que prennent ces pignons ainsi que le pignon de la nef par rapport à la partie basse des murs. En ce qui concerne la façade de la nef, ce retrait est compensé par une galerie de circulation ouverte au pied de la vaste baie de la seconde moitié du XIIIe siècle, avec un garde-corps non ajouré ; l'ensemble de la disposition laissant une impression d'inachevé. La galerie de circulation sert au nettoyage de la fenêtre, mais s'explique plus particulièrement par la profondeur du portail, qui n'est pas compensé à l'intérieur par une tribune occidentale, mais seulement par une autre étroite galerie. L'on accède à la galerie extérieure par la tourelle d'escalier à gauche ; à droite, l'entrée des combles du bas-côté sud se situe dans le prolongement du contrefort. Que ce soit devant la nef ou les bas-côtés, les parties basses des murs sont décorées par des corniches semblables à celles du clocher et des parties orientales, directement en dessous des galeries. Les mêmes frises se trouvent également sur les murs gouttereaux des bas-côtés. Ces murs témoignent aussi de l'inachèvement de la nef, qui devait donc non seulement être voûtée, mais recevoir des murs latéraux plus élevés. En effet, les contreforts des toits des bas-côtés sont placés en retrait par rapport aux contreforts des murs, qui devaient sans doute supporter les culées d'arcs-boutants jamais construits. Les murs occidentaux des croisillons comportent des pierres de réserve qui montrent, tout comme les départs des voûtes à l'intérieur, qu'une nef aussi élevée que les parties orientales avait été projetée. Pour revenir aux contreforts, un seul remonte au XIIe siècle : c'est le contrefort occidental du bas-côté nord, à deux ressauts mais sans larmier, caractéristique du style gothique primitif. Mais les éléments les plus intéressants de la nef et des bas-côtés sont les portails, un à l'ouest et un au sud, tous les deux en anse de panier avec un quadruple archivolte en tiers-point, qui prend appui sur deux groupes de colonnettes à chapiteaux (quatre à l'ouest et trois au sud), logées dans des ressauts successifs du mur. La pierre est très rongée et la sculpture est en partie devenue illisible. Le portail occidental garde les traces du porche du XVIe siècle ; il était destiné aux habitants. Le portail du sud était réservé aux habitants du château. Mieux conservé, il est en outre précédé par un porche de faible profondeur sous un gâble aigu, et conserve une belle frise au niveau des chapiteaux. D'après Eugène Lefèvre-Pontalis, le tympan avec son groupe d'Annonciation aurait été refait au XVIe siècle ; les têtes ont été buchées à la Révolution française,.

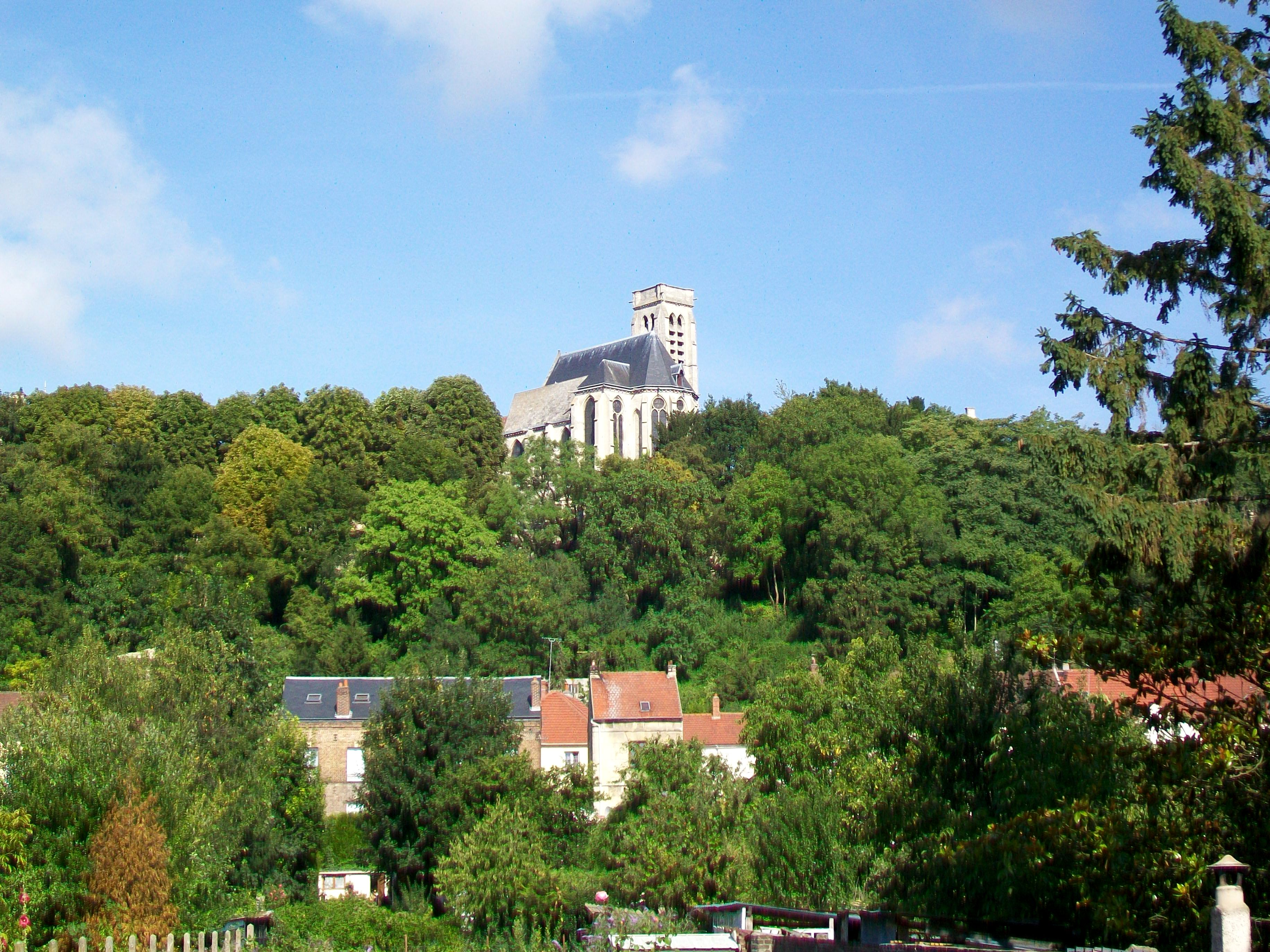
Vue depuis Gournay.
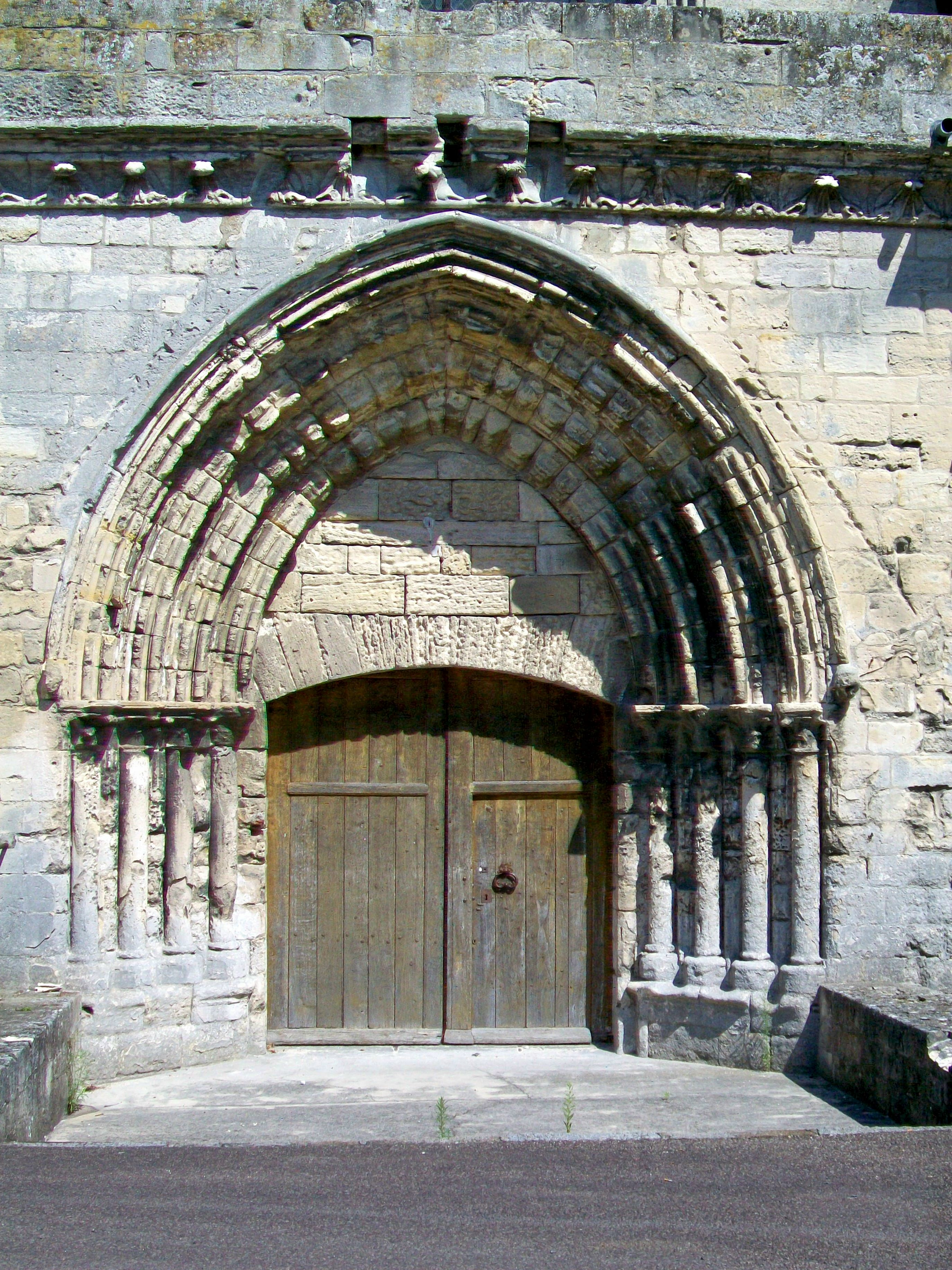
Portail occidental.
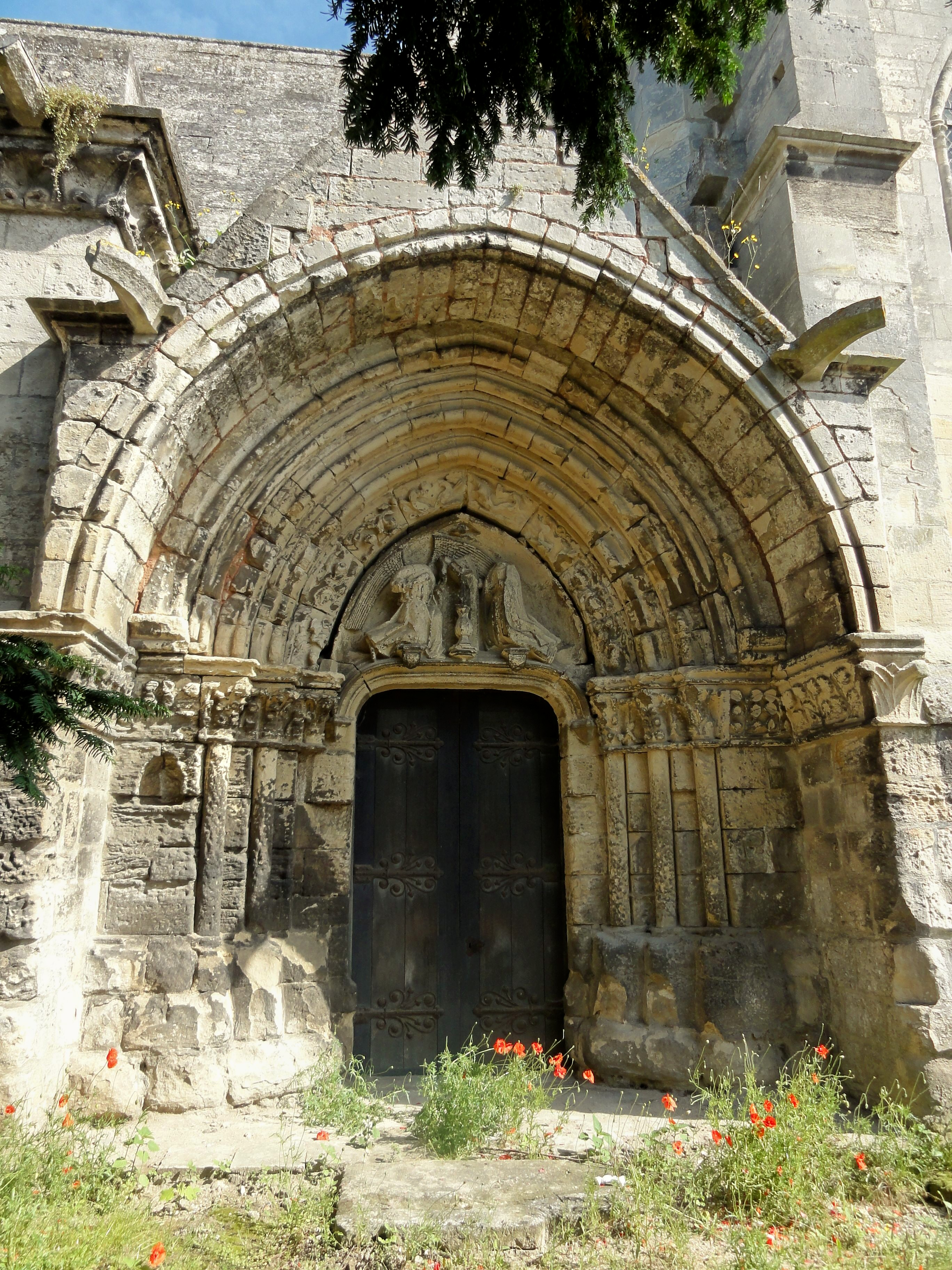
Portail méridional.
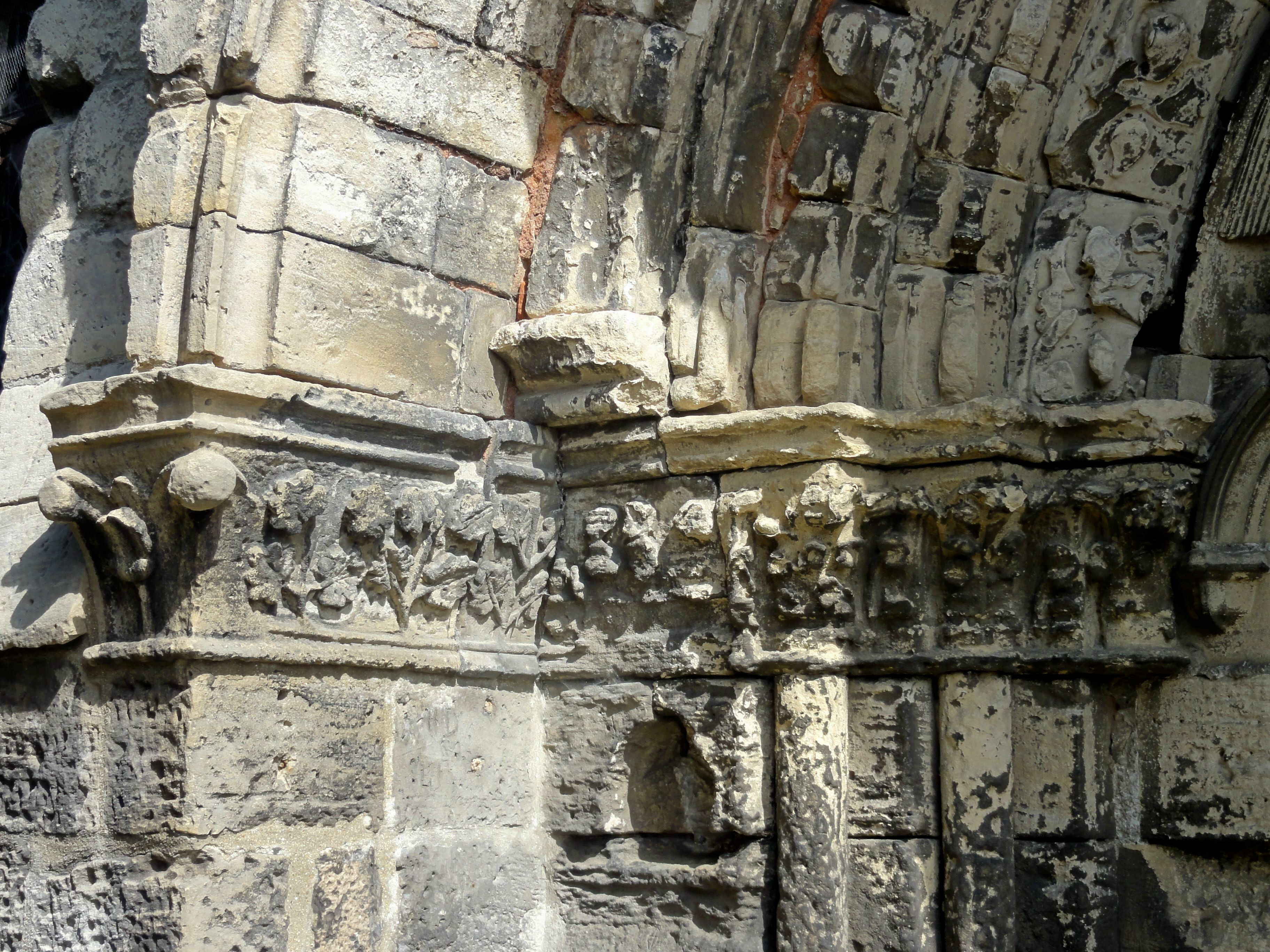
Frise du portail.
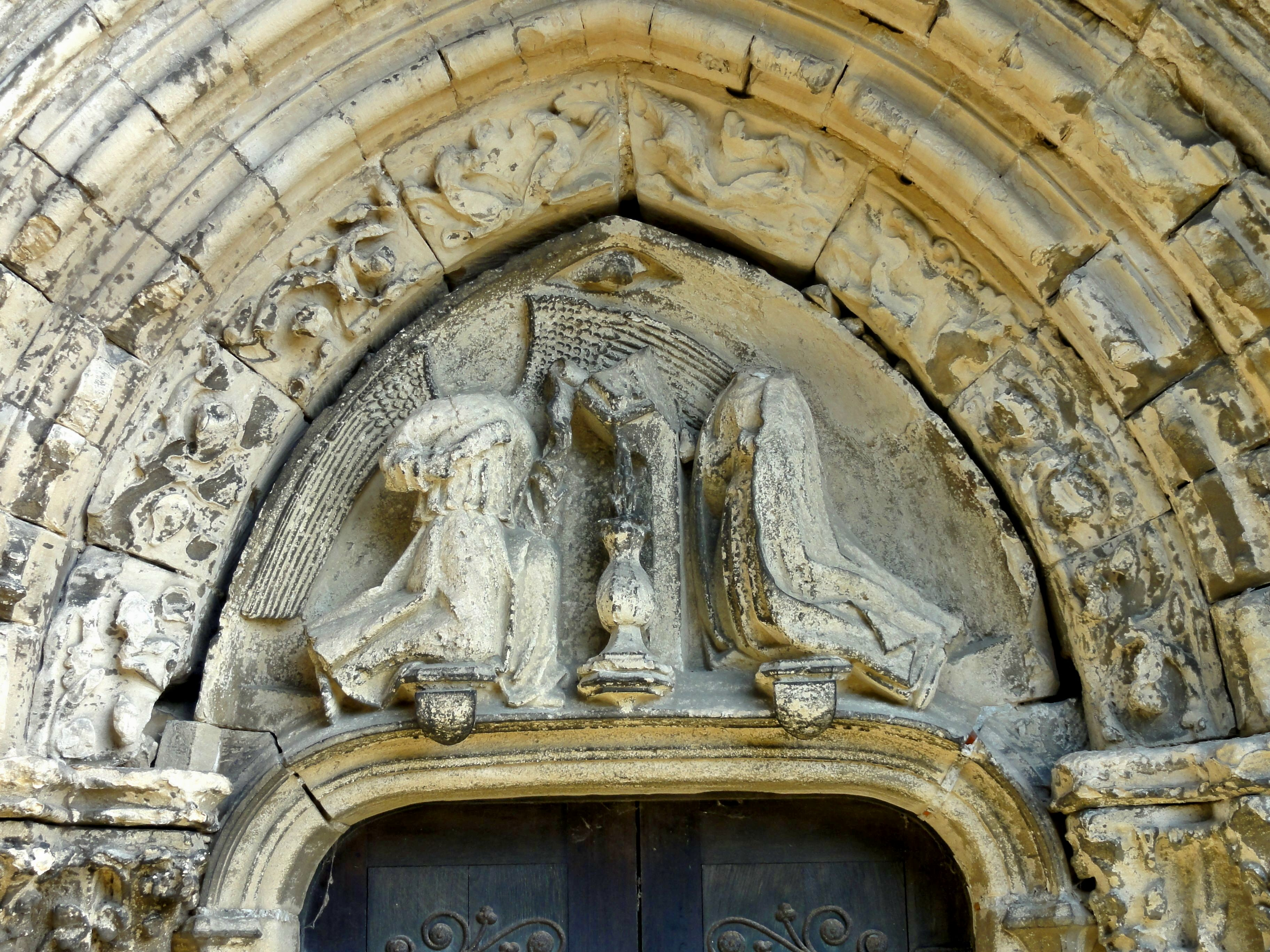
Groupe d'annonciation.
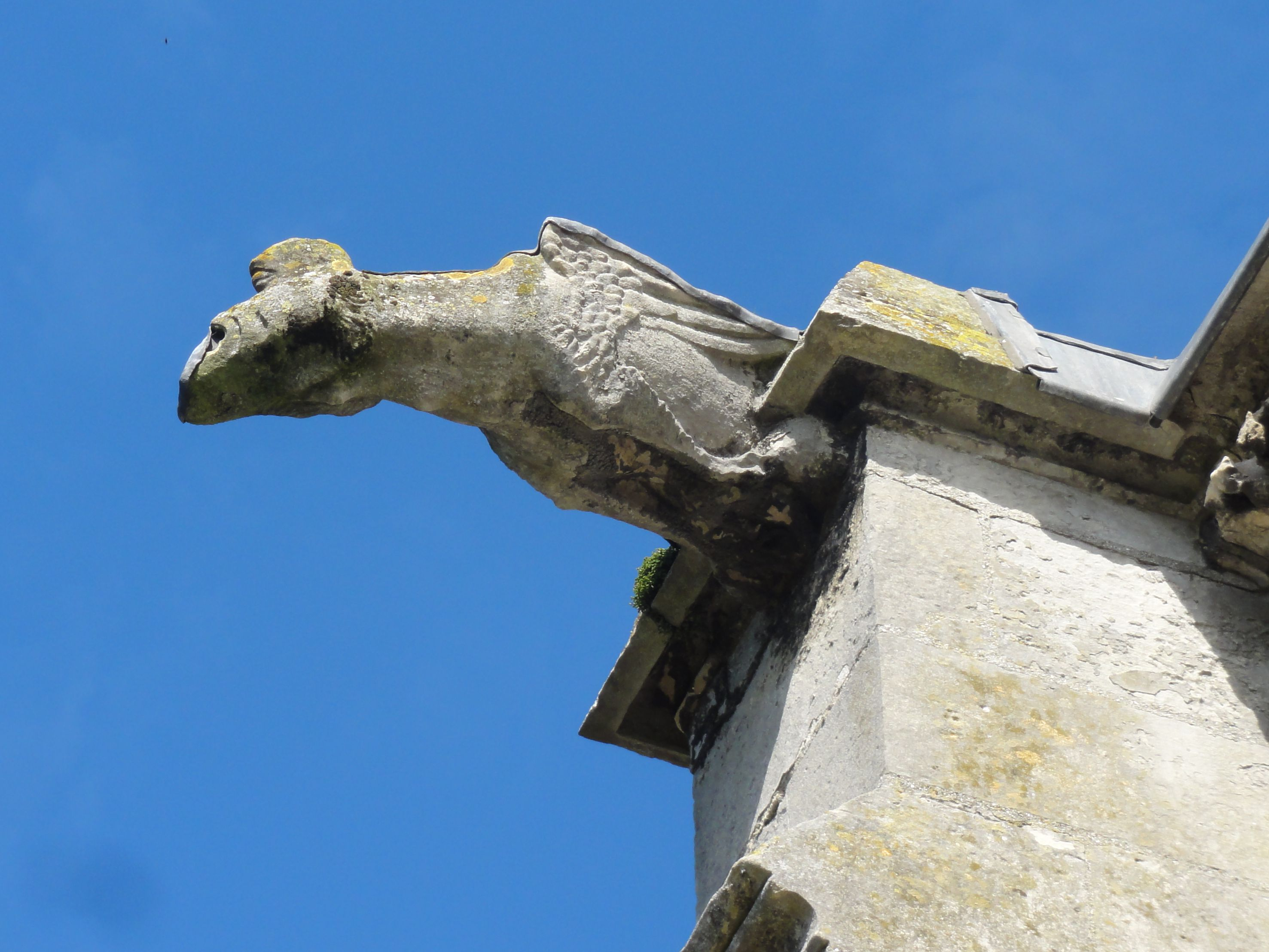
Gargouille du collatéral sud.